# St-Saturnin (Saint-Saturnin)

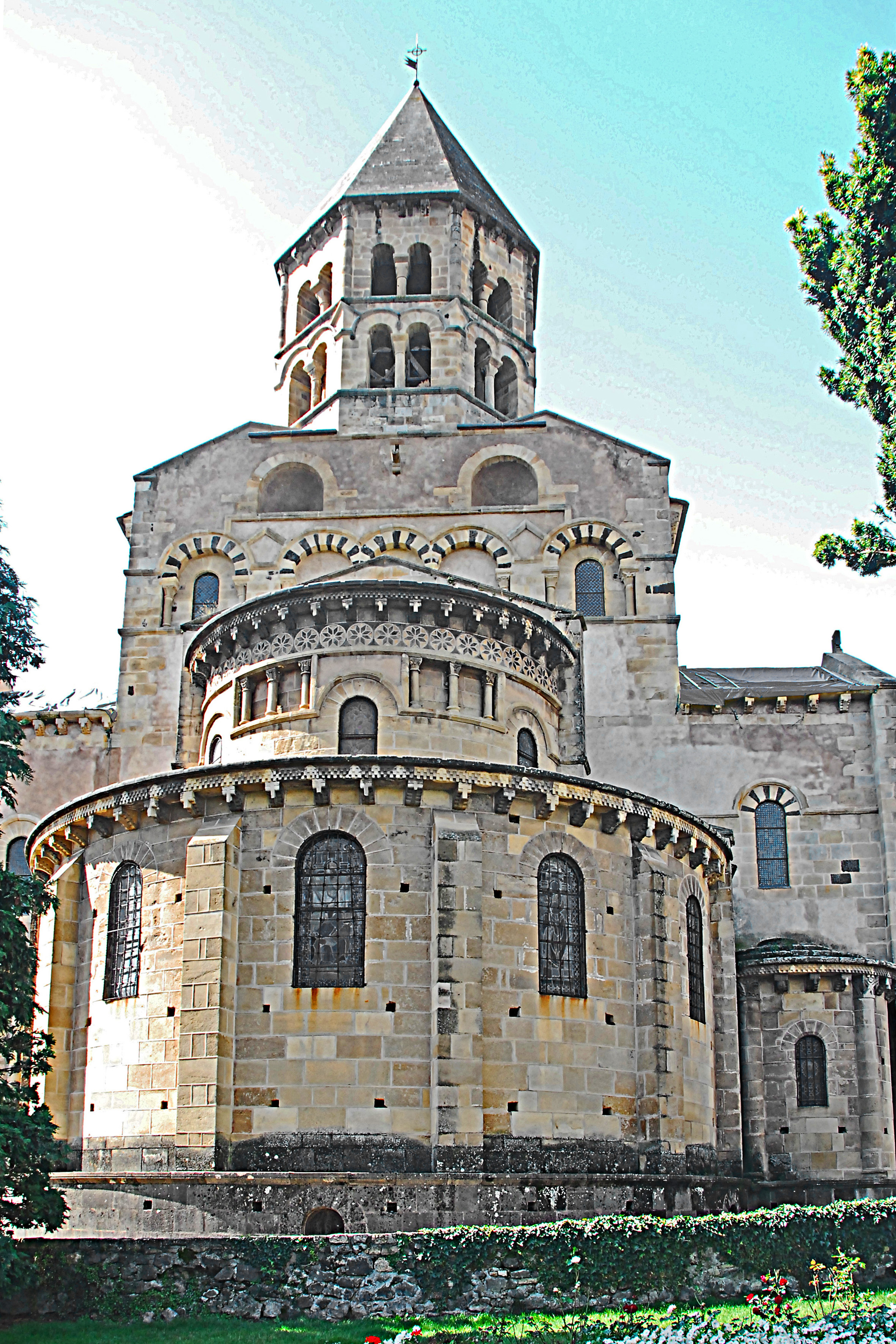
St-Saturnin (Puy-de-Dôme), Chorhaupt, von O

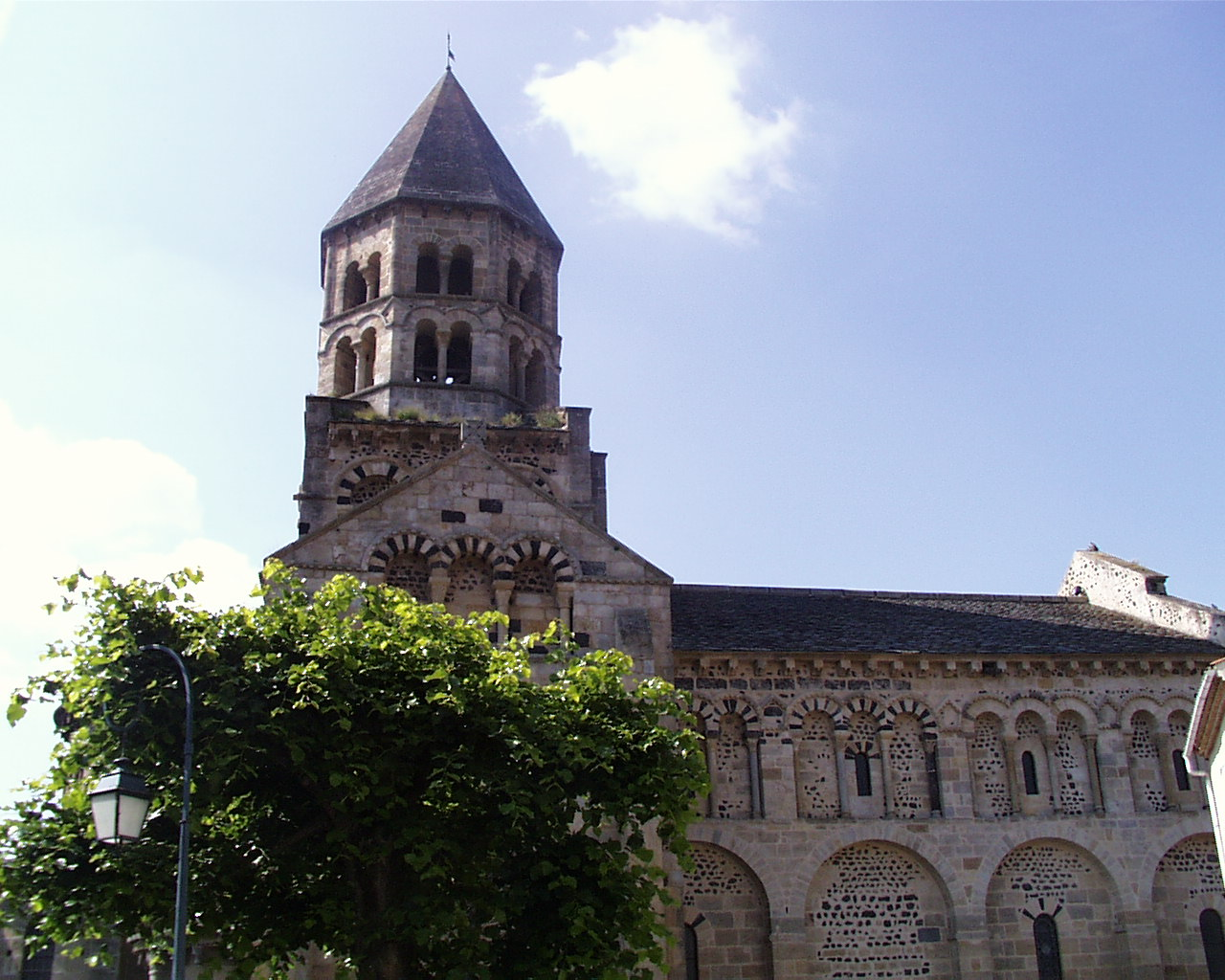
St-Saturnin (Puy-de-Dôme) von N

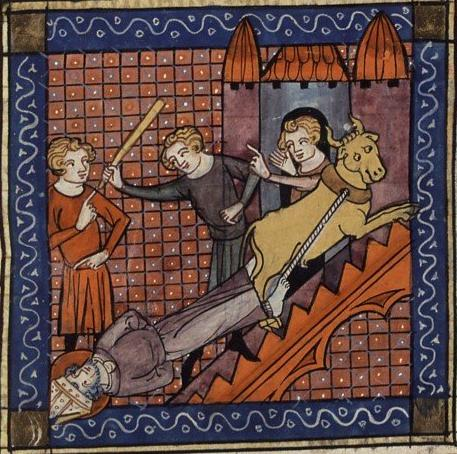
Tod des heiligen Saturninus, Grafik 14. Jh.

Die romanische Pfarrkirche St-Saturnin (oder auch Notre-Dame de Saint-Saturnin) liegt in der französischen Gemeinde Saint-Saturnin in der Region Auvergne-Rhône-Alpes, Arrondissement Clermont-Ferrand im Département Puy-de-Dôme, in den Bergwäldern des Massif de la Madeleine, beherrschend über der Klamm der Monne, wo das Tal der Veyre einmündet. Sie ist auf der Kuppe eines vulkanischen Bergvorsprungs erbaut, der einst durch Lavafluss aus dem Puy de la Vache und dem Puy de Lassolas gebildet wurde.
St-Saturnin gehört zu den sechs „Hauptkirchen“ der romanischen auvergnatischen Bauschule in der basse Auvergne (Limagne), eine Landschaft um die Stadt Clermont-Ferrand. Es handelt sich um die Kirchen (in Reihenfolge ihrer Größen): St-Saturnin, Saint-Nectaire, Notre-Dame d’Orcival, Notre-Dame-du-Port de Clermont-Ferrand, Mozac und Saint-Austremoine d’Issoire. Die „Mutterkirche“ dieses Stiltypus ist die vorromanische Kathedrale von Clermont-Ferrand, die einem gotischen Neubau weichen musste. Diese Kirchen weisen untereinander zahlreiche Ähnlichkeiten auf, dass man annehmen könnte, sie seien von demselben Baumeister erschaffen worden.
St-Saturnin ist die kleinste der oben genannten Hauptkirchen und weist trotz ihrer fehlenden Radialkapellen die charakteristischen Merkmale einer auvergnatischen Pyramide auf, in die ein massif barlong integriert ist. Sie besitzt auch keinen Narthex. Die Kirche hat als einziges romanisches Gotteshaus in der Auvergne die Französische Revolution nahezu unbeschädigt überstanden. Bei allen anderen Kirchen sind zumindest die Türme der revolutionären Wut auf alles Klerikale zum Opfer gefallen. Nur wenige Jahrzehnte später konnte den Restauratoren der Glockenvierungsturm von St-Saturnin als Vorbild für ihre Rekonstruktionen dienen, die allerdings nicht immer gelungen sind.
Die Kirche ist wohl dem Patrozinium des heiligen Saturninus von Toulouse zugeschrieben, daneben findet sie sich aber auch als Liebfrauenkirche (französisch Notre Dame) in der Literatur.

## Geschichte
Der Heilige Saturninus von Toulouse (frz. Sernin) wurde wohl von Papst Fabianus zur Mission in das Languedoc und die Gascogne gesandt und zum ersten Bischof von Toulouse ernannt. Um 250 soll Saturninus auf den Stufen des Capitoliums in Toulouse von einem wilden Stier zu Tode geschleift worden sein, nach einer anderen Überlieferung soll er in der Christenverfolgung unter Kaiser Decius in Rom erlegen sein, indem er durch einen Stier zu Tode geschleift wurde. Seine Leidensgeschichte wurde im 5. Jahrhundert in rhythmisierter Prosa verfasst, sie war im ganzen Westgotenreich verbreitet. Seit der Karolingerzeit wurden seiner Vita zahlreiche legendäre Ausweitungen hinzugefügt.
Der Kult um Saturninus ist schon im 3. Jahrhundert belegt. Über seinem Grab in der damaligen Nekropole von Toulouse an der Straße nach Cahors ließ Bischof Hilarius von Toulouse in der zweiten Hälfte des 4. Jahrhunderts ein Oratorium aus Holz errichten. Schon im 5. Jahrhundert ist die Verehrung in Spanien, ab dem 6. Jahrhundert in ganz Gallien bezeugt. Die große Basilika von Toulouse wurde ab 1080 über seinem Grab von den Bischöfen Silvius und Exuperius als St-Saturnin-du-Taur (=Stier) erbaut.
Über die Datierung der Erbauung der Kirche sind keine detaillierten und belegten Quellenangaben bekannt. De Resi  behauptet in seiner Kirchengeschichte der Auvergne von 1855 (Band II, S. 249), dass der heilige Odilon von Mercœur, Abt von Cluny (994-1048), gegen 1040 ein Kloster in Saint-Saturnin gegründet hat, bringt aber dafür keinen Beweis.
Gegen Ende des 11. Jahrhunderts setzten die Pilgerfahrten nach Santiago de Compostela in Nordspanien ein. Ihre große Blütezeit fand in der ersten Hälfte des 12. Jahrhunderts statt, in der die Pilger jährlich zu Hunderttausenden nach Süden zogen. So formierte sich der Jakobsweg in Frankreich, aus vier Hauptrouten, begleitet von einem Netz zahlreicher Nebenrouten. An diesen Wegen entstanden zahlreiche neue Kirchen, Klöster, Hospize, Herbergen und Friedhöfe, und vorhandene Einrichtungen wurden den neuen Anforderungen entsprechend erweitert. Man brauchte für eine Pilgerkirche vor allem große Bewegungsflächen für die zahlreichen Pilger, wie Chorumgänge und Seitenschiffe, Emporen, sowie möglichst viele Kapellen, zur Präsentation von Reliquien und deren Verehrung.

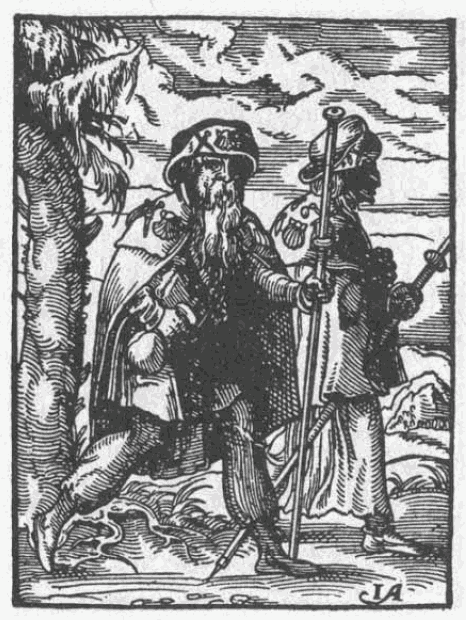
Jakobspilger, Holzschnitt von 1568

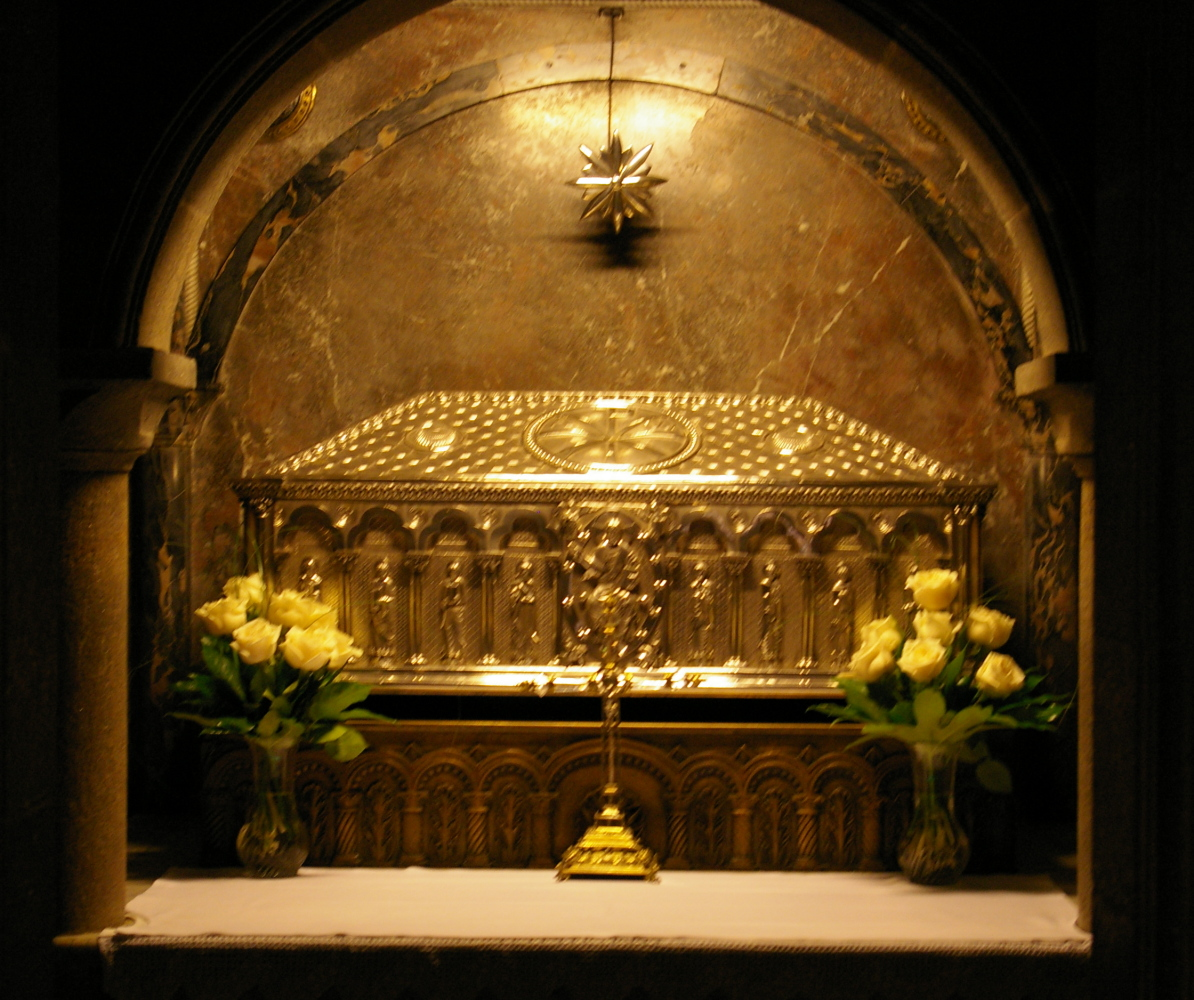
Jakobsgrab, Santiago-de-Compostela

Wie auch bei den andern Hauptkirchen der basse Auvergne war die starke Entwicklung der Pilgerfahrten nach Spanien und die davon erhofften Einkünfte die Ursache für die Erbauung einer solchen Pilgerkirche in Saint-Saturnin, das an einer wichtigen Nebenroute, zwischen den Hauptrouten Via Lemovicensis und der Via Podiensis lag, welche von Nevers ausgehend, die ganze Auvergne erschloss und weiter nach Süden führte.
St-Saturnin wurde wahrscheinlich in einer einzigen Bauperiode im zweiten Quartal des 12. Jahrhunderts erbaut und vielleicht kurz vor 1150 fertiggestellt. Die Tatsache, dass damals ausgerechnet in diesem abgelegenen Ort eine solche Kirche errichtet werden konnte, wäre eine Untermauerung der oben genannten Vermutung, dass dort seit knapp einhundert Jahren bereits Benediktiner-Mönche ein Kloster unterhielten. Sie haben vielleicht die gegenüber dem Chorhaupt der Kirche erhaltene Chapelle Ste-Madelaine, das älteste Gebäude an diesem Platz, als ihre Prioratskirche genutzt. Das kleine Gärtchen neben der Kapelle war ursprünglich der Ortsfriedhof, der vermutlich auch zum Kloster gehörte. In der Sakristei der Kirche bewahrt man ein Relikt aus dem Kapitelsaal des Priorates auf, ein auf Doppelsäulen ruhender Drillingsbogen. Nach dem Stil der Kapitelle dürfte das Fragment älter sein als die heutige Kirche. Ein weiteres Indiz für die frühe Existenz eines Priorates.
Im Jahr 1157 übertrug Stephan VI. de Mercœr, der Bischof von Clermont (1151–1169), dem Domkapitel einen Zehnten, den es von der Kirche in Saint-Saturnin erheben sollte. Das ist allerdings relativ ungesichert und enthält keine Anhaltspunkte über die Erbauungszeit der Kirche. Man kann daraus lediglich die Vermutung folgern, dass die Kirche 1157 errichtet war.
Hingegen ist belegt, dass die Benediktiner von Issoire 1284 dort ein Priorat unterhielten, welches ihnen bis zur Revolution unterstand.

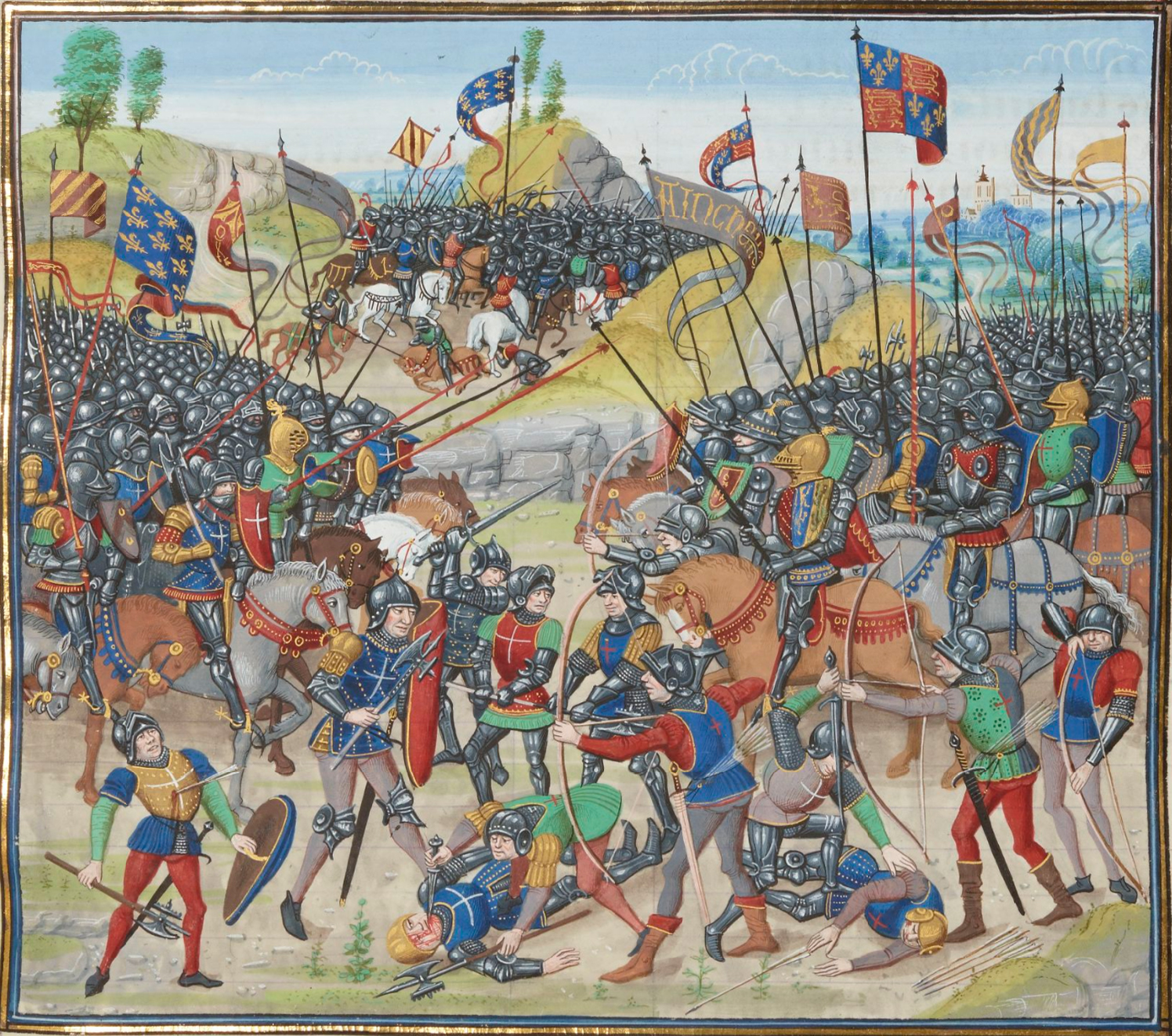
Schlacht von Auray (1364) im Hundertjährigen Krieg, Miniatur 14. Jh.

Als nach Mitte des 12. Jahrhunderts die Streitereien zwischen Frankreich und England um Aquitanien begannen, gingen die Pilgerbewegungen zurück. Die späteren Kriege des 13./15. Jahrhunderts, wie etwa der Hundertjährige Krieg (1339–1453), brachten einen dramatischen Einbruch und führten zum nahezu völligen Erliegen der Pilgerströme nach Spanien. Dementsprechend konnte das Kapitel von St-Saturnin nach Fertigstellung seiner Pilgerkirche nicht mehr lange an den Spendeneinnahmen von Jakobspilgern teilhaben. Es verblieben ihm lediglich die regionalen Wallfahrten.
Der Marktflecken Saint-Saturnin und dessen Kloster waren im Mittelalter von Wehrmauern umringt und standen unter dem Schutz der Herrschaften der Burgfeste, die sich etwa auf gleicher Höhe der Kirche nicht weit von ihr auf dem Bergrücken erhebt. Die Feste wurde im 13. Jahrhundert erbaut, blieb bis heute jedoch nahezu unversehrt. Sie gehörte einer der angesehensten Adelsfamilien Frankreichs, den La Tour d’Auvergne. Aus diesem Geschlecht gingen unter anderem die Königin Katharina von Medici – eine La Tour mütterlicherseits- und ein Jahrhundert später der berühmte Marschall der Turenne hervor.
Nicht zuletzt wegen dieses Schutzes überstand die Prioratskirche mit ihren Konventsgebäuden immerhin über 700 Jahre, nahezu ohne wesentliche Veränderungen bis gegen Ende des 18. Jahrhunderts.

Der Sturm auf die Bastille am 14. Juli 1789

Sie entging aber auch den Zerstörungen der Revolution (1789 und Folgejahre), weil ein Herr namens Verdier de Pagnat sowohl die Kirche, als auch die benachbarte Kapelle Ste-Madeleine rechtzeitig gekauft hatte. Nach den Unruhen gab er die Gebäude wieder zurück. Allein der steinerne Turmhelm war eingerissen worden.
Über Lage, Umfang und Verbleib der Konventsgebäude gibt es nur einen kurzen Hinweis, dass sich auf der Südseite der Kirche Reste des Klosters befanden. Diese sind aber nicht öffentlich zugänglich. Vermutlich sind sie aber im Verlauf der Religionskriege (1562–1598) und/oder der Revolution weitgehend zerstört und entfernt worden. Eine kleine Pforte im südlichen Querhausarm gibt einen Hinweis darauf, dass auf dieser Seite der Kirche die Konventsgebäude ehemals anschlossen.
Aimon-Gilbert Mallay (1805–1883) erneuerte den steinernen Turmhelm 1852 weitgehend authentisch. Eine umfassende Restaurierung des Bauwerks erfolgte zwischen 1880 und 1898.

## Bauwerk

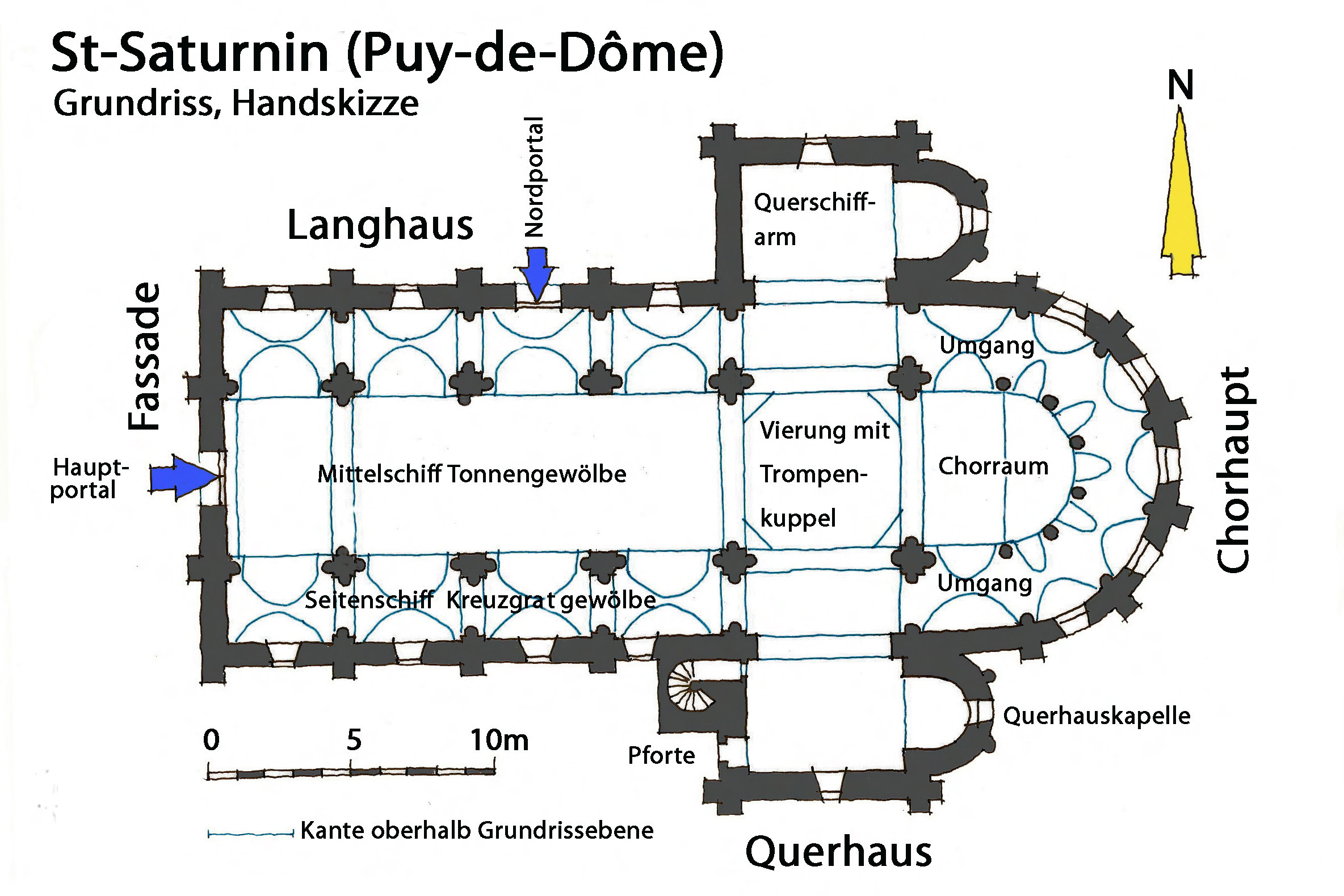
St-Saturnin (Puy-de-Dôme), Grundriss

Abmessungen zirka (aus Grundriss entnommen und hochgerechnet)
- Gesamtlänge außen (ohne Pfeilervorlagen): 34,40 m
- Gesamtbreite Querhaus außen (ohne Pfeilervorlagen): 23,20 m
- Langhausbreite außen (ohne Pfeilervorlagen): 13,20 m
- Langhauslänge außen (ohne Pfeilervorlagen): 18,10 m
- Querhausbreite außen (ohne Pfeilervorlagen): 7,00 m
- Langhausbreite innen: 12,60 m
- Langhauslänge innen: 17,30 m
- Seitenschiffbreite inkl. Scheidewand: 3,00 m
- Querhauslänge innen: 21,20 m
- Chortiefe inkl. Umgang: 8,30 m
- Mittelschiffhöhe im Scheitel: 15,00 m
- Kuppelhöhe im Scheitel: 18,90 m

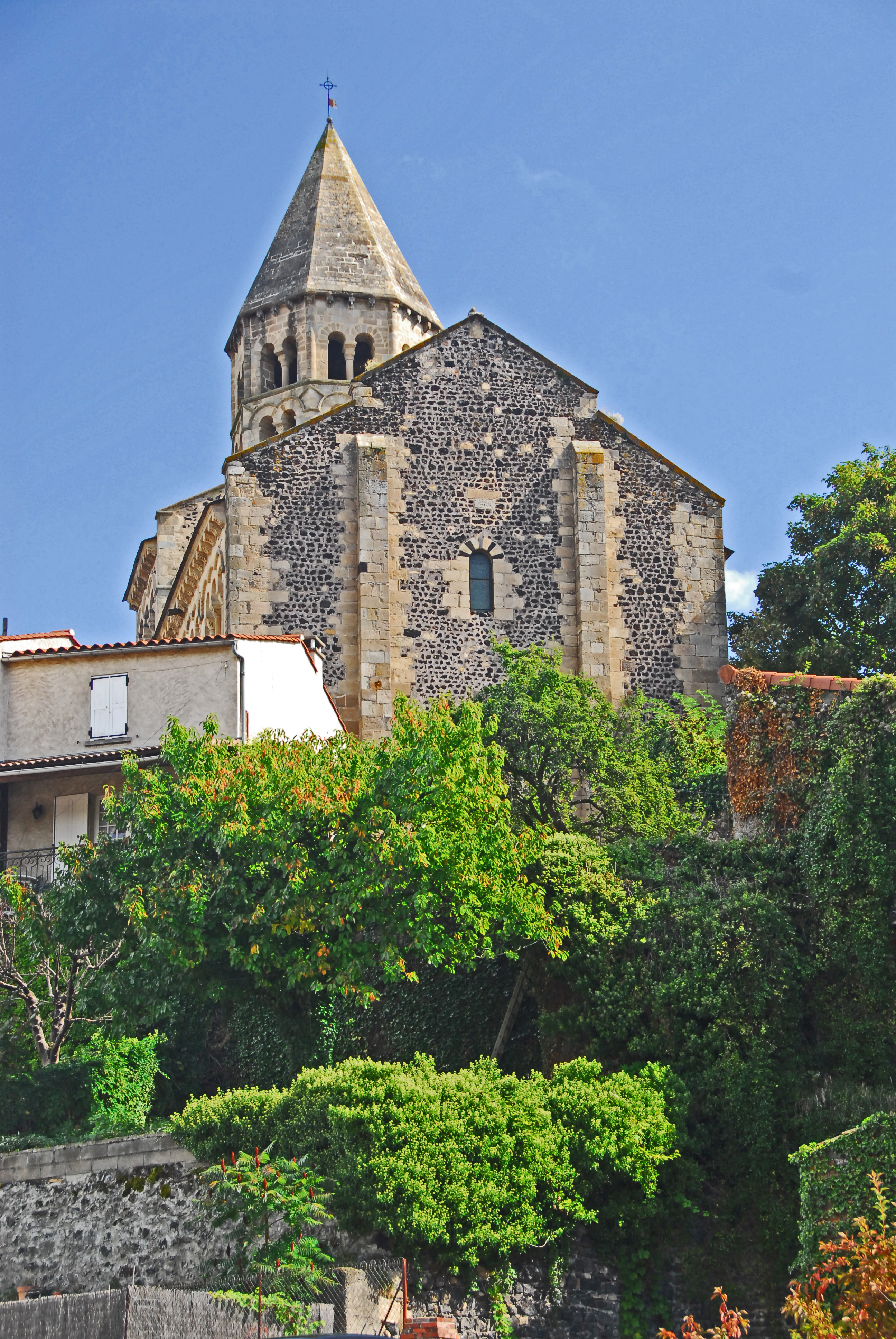
Kirche von W

Das Mauerwerk des Kirchengebäudes besteht überwiegend aus heller Arkose (Sandstein) von Montpeyroux (Puy-de-Dôme). Im Inneren sind nahezu alle Kapitelle aus grauem vulkanischen Gestein skulptiert, der mit dem Trachyt von Saint-Nectaire (Puy-de-Dôme) vergleichbar ist. Verschiedentlich, vor allem an Keilsteinbögen von Blendarkaden, hat man im Wechsel helle Arkose mit nahezu schwarzem Vulkangestein verwendet.
Die Kirche besitzt nicht gänzlich die Anlage, wie die der restlichen Hauptkirchen der basse Auvergne, das heißt ein dreischiffiges vierjochiges Langhaus, ein ausladendes Querhaus mit dem massif barlong und einen Umgangschor. Sie weist allerdings keinen Narthex und keine Kranzkapellen auf, was äußerst ungewöhnlich ist. Als einziges Vorbild kann aus der Region nur die Kirche Ste-Croix de Veauce angeführt werden.

### Äußere Erscheinung

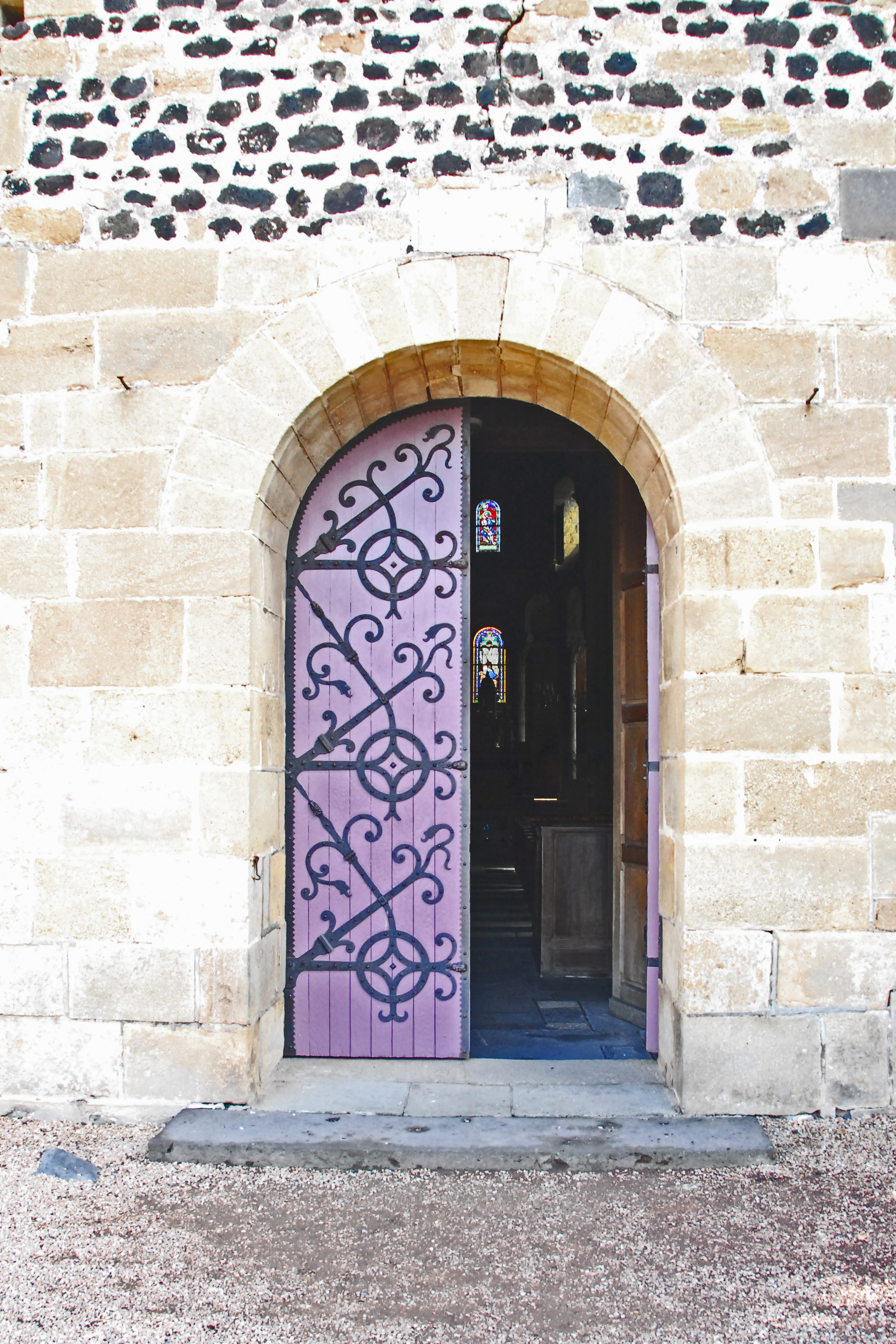
Hauptportal in Fassade

#### Langhaus

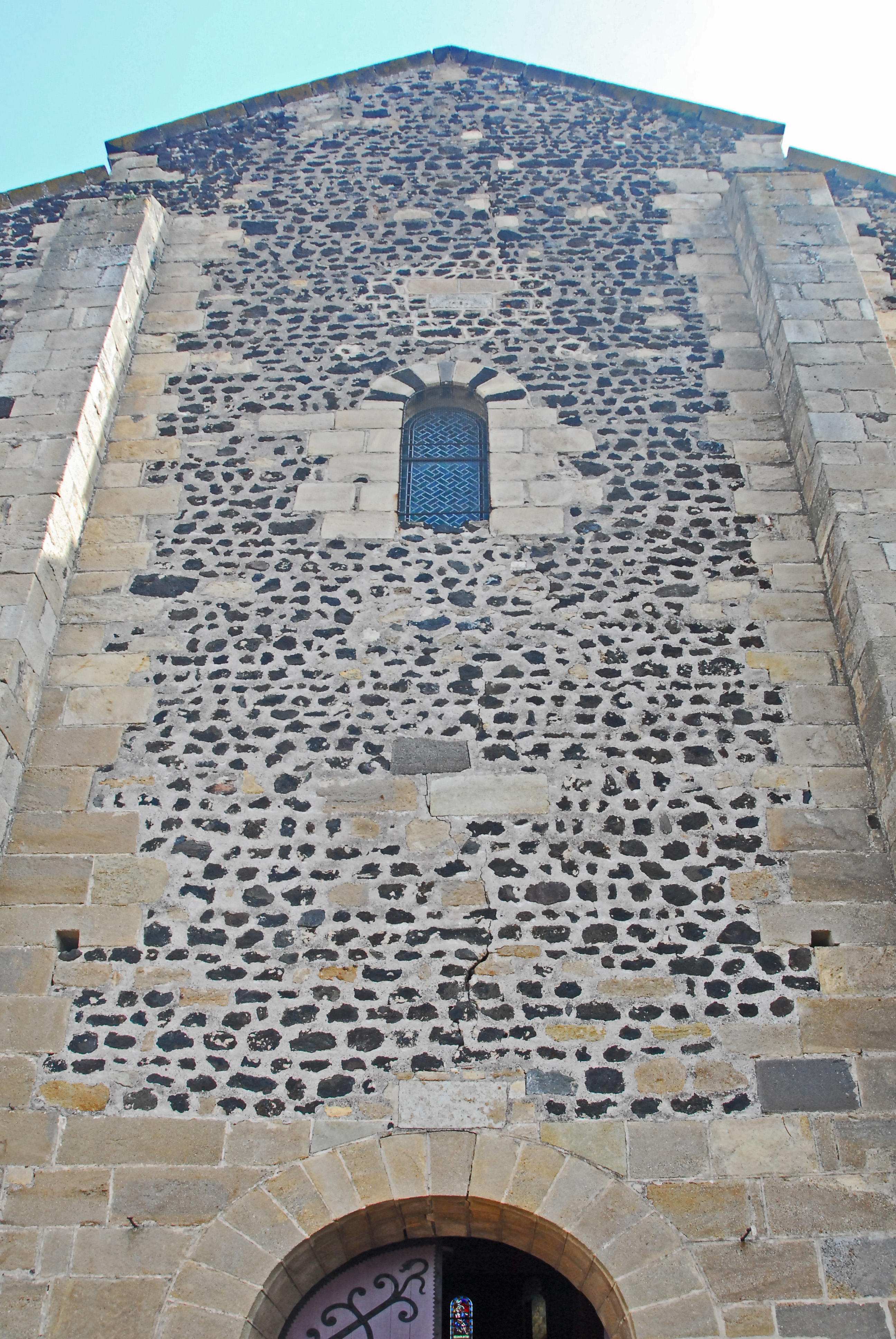
Fassade von W

Das Langhaus wird von einem knapp 30 Grad geneigten Satteldach ohne Höhenversätze überdeckt, das mit grauen Schieferschindeln eingedeckt ist. Das Regenwasser tropft an den Traufen ohne Rinnen frei ab. Die Traufgesimsplatten, mit gekehlter und abgeschrägter Sichtkante, liegen auf eng gestellten Hobelspankragsteinen auf, deren senkrecht Frontseiten deutlich erhöht sind und mit der Außenkante der Gesimsplatten abschließen.
Die Fassade ist schlicht gestaltet. Ihre mit leicht auskragenden Steinplatten abgedeckten oberen Abschlüsse überragen die Dachflächen deutlich und markieren die Trennung der Schiffe durch leichte Höhenversätze. In Verlängerung der inneren Scheidewände zwischen den Schiffen stehen rechtwinklige Strebepfeiler, die ein Stück unter den Ortgängen enden und dort oberseitig auswärts abgeschrägt sind. In die Fassadenwand sind lediglich zwei zentrierte Öffnungen ausgespart, und zwar das rundbogige Hauptportal und etwa in mittlerer Höhe ein rundbogiges schlankes Fenster. Das Portal wird von einer innenseitig angeschlagenen zweiflügeligen Holztür verschlossen, die mit kunstvoll gestalteten schmiedeeisernen Beschlägen bekleidet ist. Die Wandoberflächen sind bis in Höhe des Keilsteinbogenscheitels des Portals aus Werksteinquadern in heller Arkose gemauert. Aus dem gleichen Material sind die Strebepfeiler und beidseitig von ihnen die Ansätze der anschließenden Wände aus einzelnen Quadern in abwechselnden Breiten. Auch die seitlichen Ränder der Fassade und der Fensteröffnung sind aus diesen Werksteinen gemauert, mit jeweils zwei bis vier Steinbreiten. Der Keilsteinbogen des Portals ist aus demselben Sandstein, der des Fensters aus abwechselnd hellen und fast schwarzen Werksteinen. Die übrigen Wandflächen zwischen den Werksteinen sind aus kleinformatigen dunklen Basaltbruchsteinen in regellosem Verband gemauert und hell verfugt. In diese Flächen sind hin und wieder einzelne helle und dunkle großformatige Werksteine eingestreut.

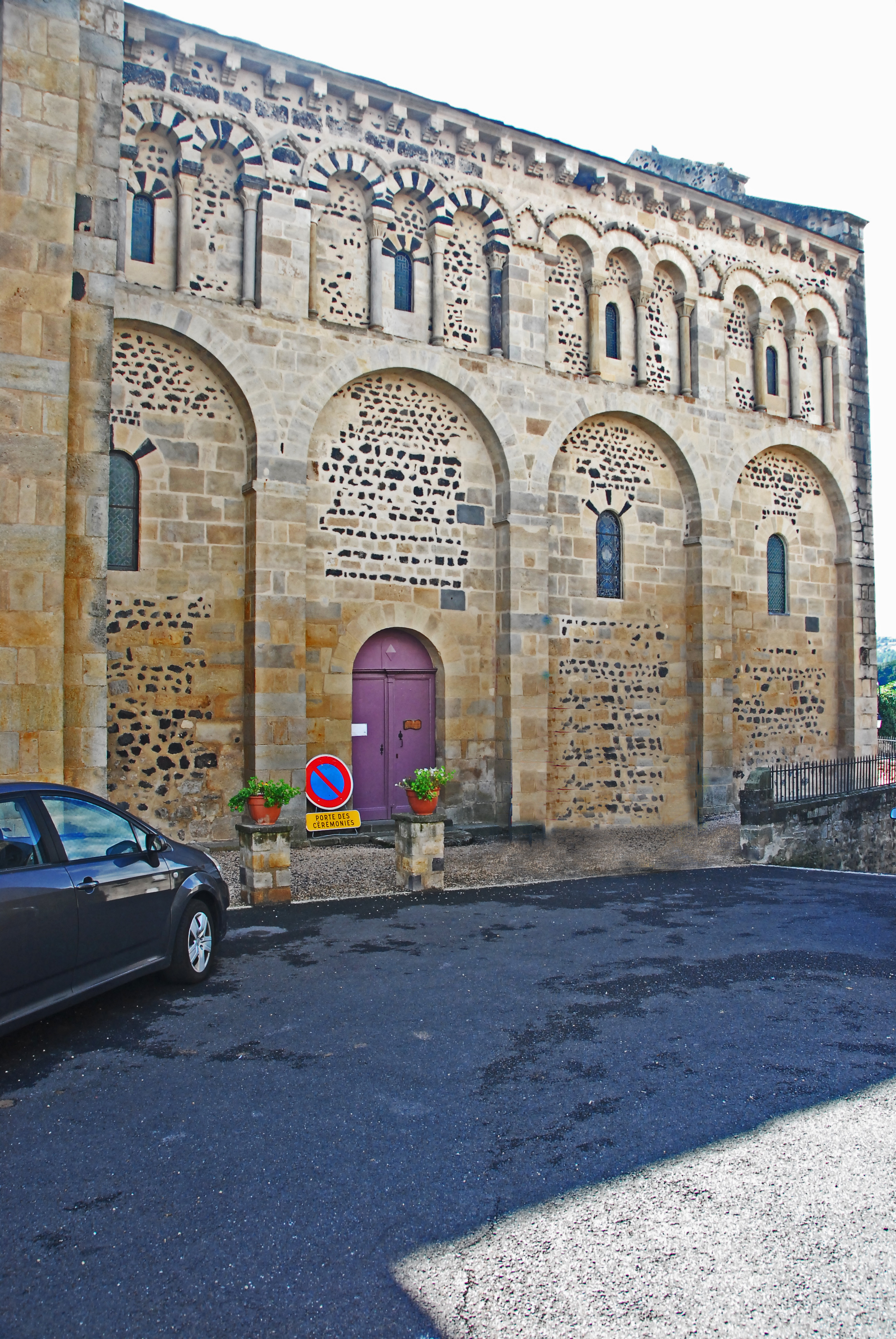
Langhaus von N

Die Längswände sind hingegen aufwändiger gestaltet. Sie besitzen einen zweigeschossigen Aufbau, der in der Höhe dem inneren entspricht. Die großen rundbogigen, leicht gestelzten Blendarkaden im unteren Geschoss entsprechen der inneren Gliederung in vier Joche. Sie werden durch rechteckige Strebepfeiler getrennt. Ihre Bogenansätze sind von Kämpferprofilen markiert. In der Arkadennische des dritten Jochs auf der Nordseite ist ein rundbogiges Portal ausgespart. In den übrigen drei Arkadennischen ist in der oberen Hälfte je ein rundbogiges schlankes Fenster ausgespart. Auf der Südseite gilt das für alle vier Arkadennischen.
Im oberen Geschoss sind genau in Breite der unteren Blendarkaden vier Drillingsblendarkaden eingelassen, aus drei untereinander verbundenen Keilsteinbögen, die auf vier Säulchen stehen, die mit skulptierten Kapitellen, profilierten Kämpfern und Basen ausgerüstet sind. Die Basen stehen auf Wandrückversätzen, die knapp über den Scheiteln der unteren Keilsteinbögen liegen. Die Arkadenbögen werden von Kragprofilen mit einfachem Rollenfries überfangen, das in Höhe der Kämpferprofile über die trennenden Wandpfeiler weitergeführt wird. Ein kurzes Stück darüber ist noch ein dachartig abgeknicktes Stück dieses Profils eingesetzt, das die äußeren Bögen untereinander verbindet.
Diese „Giebelbögen“ werden als Signatur des Baumeisters dieser Kirche verstanden. Sie finden sich auch am massif barlong und am Vierungsturm. Das zu vor beschriebene Kragprofil mit Rollenfries kommt allerdings an der Kirche von St-Saturnin verhältnismäßig selten vor, im Vergleich zu den anderen Hauptkirchen, das heißt nur auf der Nordseite der Kirche. Der französische Fachautor Bernhard Craplet deutet daraus, dass diese Kirche die jüngste unter den Hauptkirchen ist. In den mittleren Nischen der Drillingsarkaden ist je ein kleines rundbogiges Fenster ausgespart. Ein kurzes Stück über den Scheiteln der Keilsteinbögen befinden sich die Unterkanten der Kragsteine des Traufgesimses, das die Längswände abschließt.
Die gegenüber den Nischenhintergründen vortretenden Bauteile sind im Wesentlichen aus hellen Sandsteinquader-Werksteinen gemauert. Das gilt auch für Teilabschnitte der Nischenhintergründe, alle Öffnungskanten und für die meisten Keilsteinbögen. Die Keilsteinbögen der beiden Drillingsarkaden in Nähe des Querhauses zeigen wechselnd helle und schwarze Keilsteine. Das gilt auch für einige Bögen der Fenster.

#### Querhaus mit massif barlong und Vierungsturm
Die Querhausarme treten mit etwa fünf Metern, ohne Pfeilervorlagen, deutlich gegenüber dem anschließenden Langhaus hervor. Sie werden mit Satteldächern in Neigung desjenigen des Langhauses überdeckt, die auch dessen Traufhöhe übernehmen. Die Sichtkante der Traufgesimsplatten ist abgeschrägt. Sie liegen auf Hobelspankragsteinen auf, dessen Frontseiten die übliche Höhe aufweisen und mit der Kante der Plattenabschrägung abschließen.

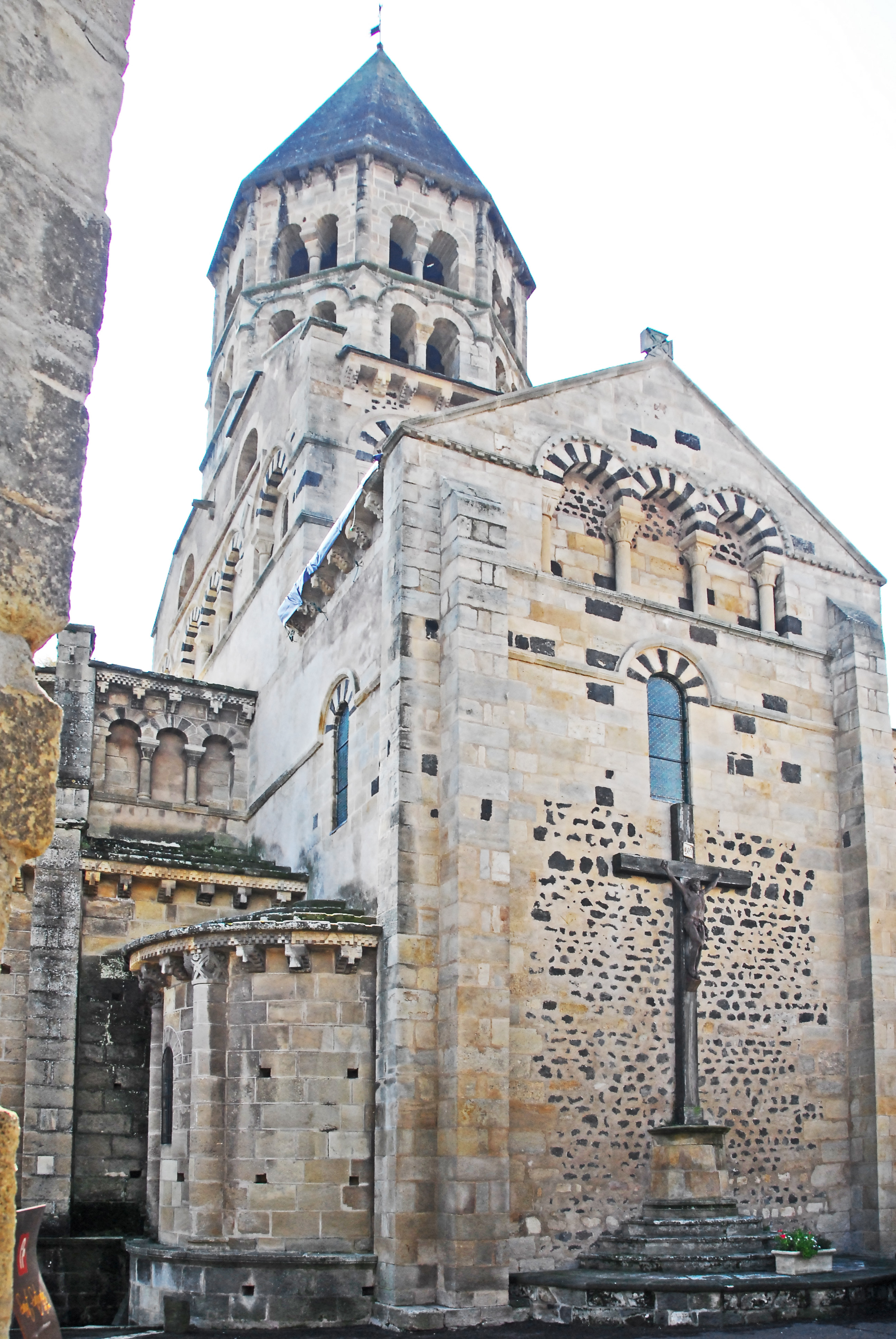
Querhaus von NO

Die seitlichen Giebelwandenden treten gegenüber den öst- und westlichen Seitenwände des Querhauses wie Strebepfeiler hervor und reichen hinauf bis knapp über die Traufen. Auf den Giebelwänden treten in Verlängerung der Seitenwände rechteckige Strebepfeiler hervor, die mit ihren oberseitigen Schrägen ein kurzes Stück unter den Traufhöhen bleiben. Die oberseitigen schrägen Abschlüsse ragen ein wenig über die Dachflächen hinaus und sind mit leicht auskragenden Steinplatten abgedeckt, deren Sichtkanten profiliert sind. Ihr First wird mit weit aufgefächerten „Tatzenkreuzen“ bekrönt, deren Zentrum ein kleiner Kreisring bildet. Ein zweiter größerer Kreisring verbindet die Fächerarme des Kreuzes untereinander. Etwa in mittlerer Höhe der Giebelwand ist ein rundbogiges, schlankes Fenster ausgespart. Sein Keilsteinbogen aus hellen und schwarzen Werksteinen wird überfangen von einem Kragprofil, das in Höhe der Bogenansätze auswärts waagerecht abschwenkt und bis gegen die Strebepfeiler geführt ist.
Nur auf der nördlichen Giebelwand des Querhauses gibt es im oberen Bereich eine weitere architektonische Dekoration. Eine Drillingsblendarkade, wie man sie auf der nördlichen Langhauswand kennt. Die Bogenansätze liegen genau auf Höhe einer Linie, die das dreieckige Giebelfeld von der übrigen Giebelwandfläche trennt. Diese Linie wird von dem schon bekannten Kragprofil mit einfachem Rollenfries, das auch die Keilsteinbögen überfängt, markiert. Die Unterseite der Arkadennischen ist wieder ein Wandrücksprung, dessen Sichtkante mit einem schlichten Kragprofil dekoriert ist, das bis gegen die Strebepfeiler geführt ist.
Die Steinmaterialien entsprechen etwa denen der Langhausseiten: Größere zusammenhängende helle Sandsteinflächen werden mit vereinzelt eingestreuten schwarzen Werksteinen aufgelockert. Auf der südlichen Querhausgiebelwand werden statt dunklem Basaltmauerwerk hell verputzte Oberflächen verwendet, etwa im Farbton der Sandsteine.
Auf den Ostseiten der Querhausarme treten die Apsiden der Querhauskapellen hervor. Der First seiner mit grauen Steinplatten gedeckten Dächer in Form eines flach geneigten halben Kegels liegt etwa auf der Höhe der Traufe des Chorumgangs. Die Traufen bestehen aus Traufgesimsplatten deren senkrechte Sichtkanten mit einem Schachbrettfries dekoriert sind. Sie werden von Hobelspankragsteinen unterstützt, die an der Nordapsis gelegentlich mit Tierköpfen dekoriert sind. Die Apsisrundung wird jeweils von zwei halbrunden Diensten in drei Abschnitte unterteilt. Die Säulen stehen mit profilierten Basen auf einem vorspringenden Sockel dessen Kante mit einem gerundeten Profil markiert wird. Sie unterstützen mit schlicht skulptierten Kapitellen und profilierten Kämpfern das Traufgesims. Im Zentrum des Mittelfeldes ist ein kleines rundbogiges Fenster ausgespart mit scharfen Laibungskanten. Das Mauerwerk, die Säulen und die Traufgesimsplatten bestehen überwiegend aus heller Arkose, hingegen sind die Hobelspankragsteine meist aus dunklerem Steinmaterial.
Über den Querhauskapellen sind rundbogige Fenster ausgespart, in Höhe und Dimension der Fenster in den Giebelwänden des Querhauses. Auch sie werden wie dort mit Kragprofilen dekoriert. Ein weiteres niedrigeres Fenster befindet sich in gleicher Höhe über dem Dach des südlichen Chorumgangs.

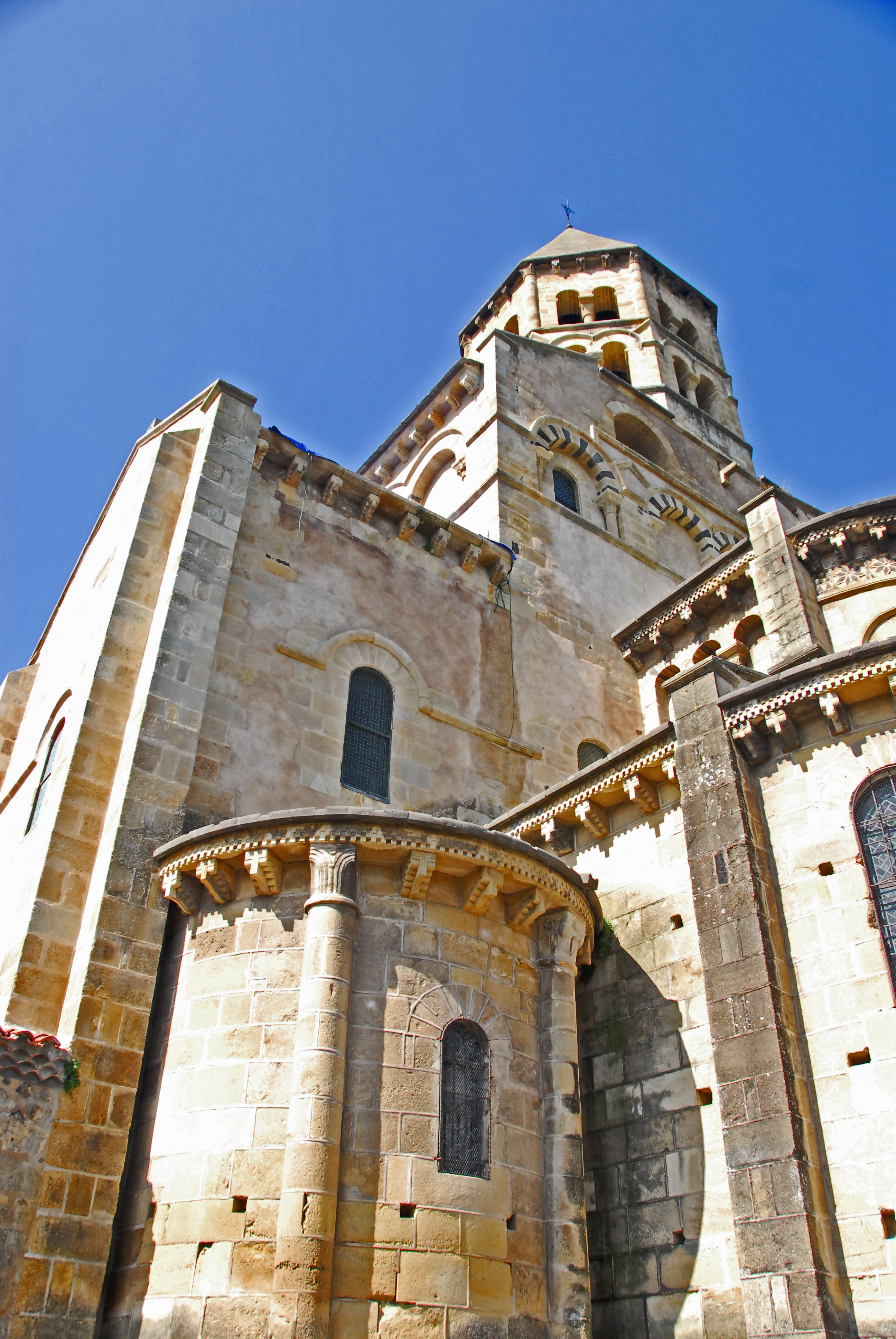
Querhaus und „massif barlong“ von NO

In der Ecke zwischen dem südlichen Querhausarm und dem Langhaus ist ein kantiger Treppenturm eingefügt, in dem eine Spindeltreppe auf die südliche Tribüne des Langhauses führt und, weiter aufwärts, zu den Dachräumen und zum Aufgang in den Glockenturm. Neben dem Treppenturm ist in der Westwand des Querhausarms eine kleine Schlupftür ausgespart. Das war wohl einmal eine Verbindung zu den einst anschließenden Konventsgebäuden.

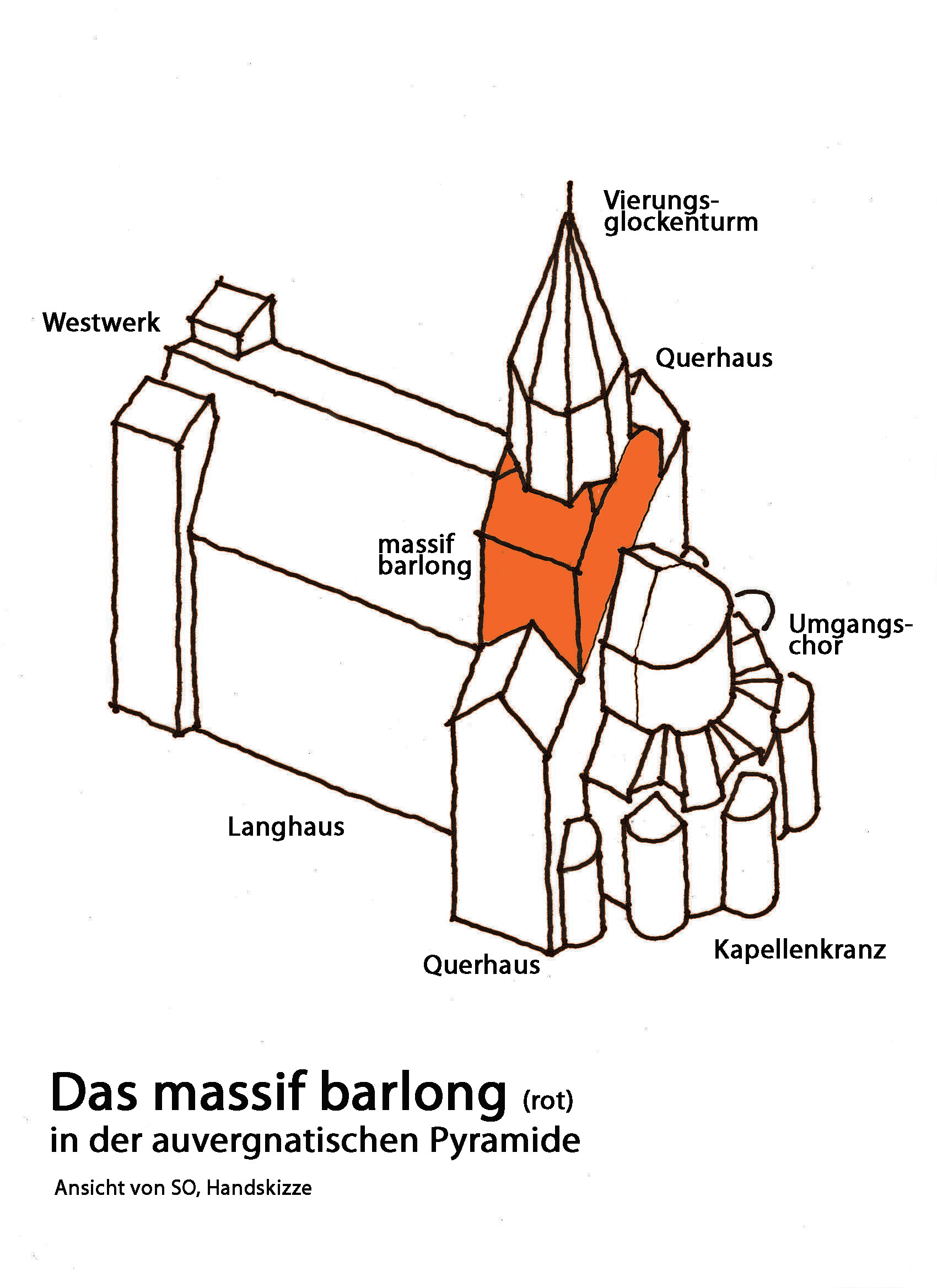
„massif barlong“

Das massif barlong, das den Glockenturm trägt und die Vierungskuppel mit den seitlichen Erhöhungen der Seitenschiff-Verlängerungen in sich birgt, beginnt in Höhe der Querhaustraufen und schließt knapp unter der Oberkante des Turmsockels ab. Seine Ost- und Westwand schließt oberflächenbündig an die entsprechenden Querhauswände an. Seine Süd- und Nordwand ragt über der gedachten Verlängerung der Langhausaußenwände aufwärts. Die den Turm seitwärts umschließenden Teile des massif barlong werden von Pultdächern überdeckt, deren Traufen wie die des Querhauses ausgebildet sind. Die Oberseiten der Ost- und Westwände überragen diese Pultdächer geringfügig und sind dementsprechend seitwärts abgeschrägt.
Etwa in Mitte seiner Höhe umschließt eine Kette von Drillings- und einzelnen Blendarkaden, etwa in Form derer auf den Langhausseiten, das massif barlong. Auf der Ostseite ist es eine zentrale Drillingsarkade, die von je einer Einzelarkade flankiert wird, getrennt und außenseitig abgeschlossen von Wandpfeilern. In den mittleren und den äußeren Arkaden ist je ein kleines rundbogiges Fenster ausgespart. Die Keilsteinbögen der Arkaden werden von schlichten Kragprofilen überfangen, die in Höhe der Bogenansätze auswärts abschwenken und bis zu Bauteilkante geführt sind. Unterseitig werden die Arkaden von einem ähnlichen Profil begrenzt, das um das ganze massif barlong herumgeführt wird. Auf dieser Seite sind oberhalb der Blendarkaden zwei rundbogige tiefe Nischen ausgespart, die in Höhe ihrer „Brüstung“ untereinander mit dem gleichen Kragprofil verbunden sind. Zwischen den Nischen befindet sich ein kleiner steinerner Wasserspeier, der über die Klangarkaden eingedrungenes Regenwasser aus der Glockenstube abführt.
Auf der Nord- und Südseite gibt es eine Drillingsblendarkade, die wie die auf der Ostseite gestaltet ist. Hier wird die mittlere Arkadennische von einem Fenster durchbrochen. Auf der Westseite gibt es keine Arkaden mehr, da diese Seite weitgehend vom Dach des Langhauses verdeckt wird.
Auf der Ostseite des massif barlong und des Querhauses sind wieder die Bauteilkanten, Pfeilervorlagen, Bögen und verschiedene Teilflächen aus hellem Arkose-Werkstein gemauert. Die verbleibenden Flächen sind aber nicht mit dunklen Basaltsteinen verblendet, sondern wurden mit einem rauen Verputz versehen, etwa im Farbton der Sandsteine.

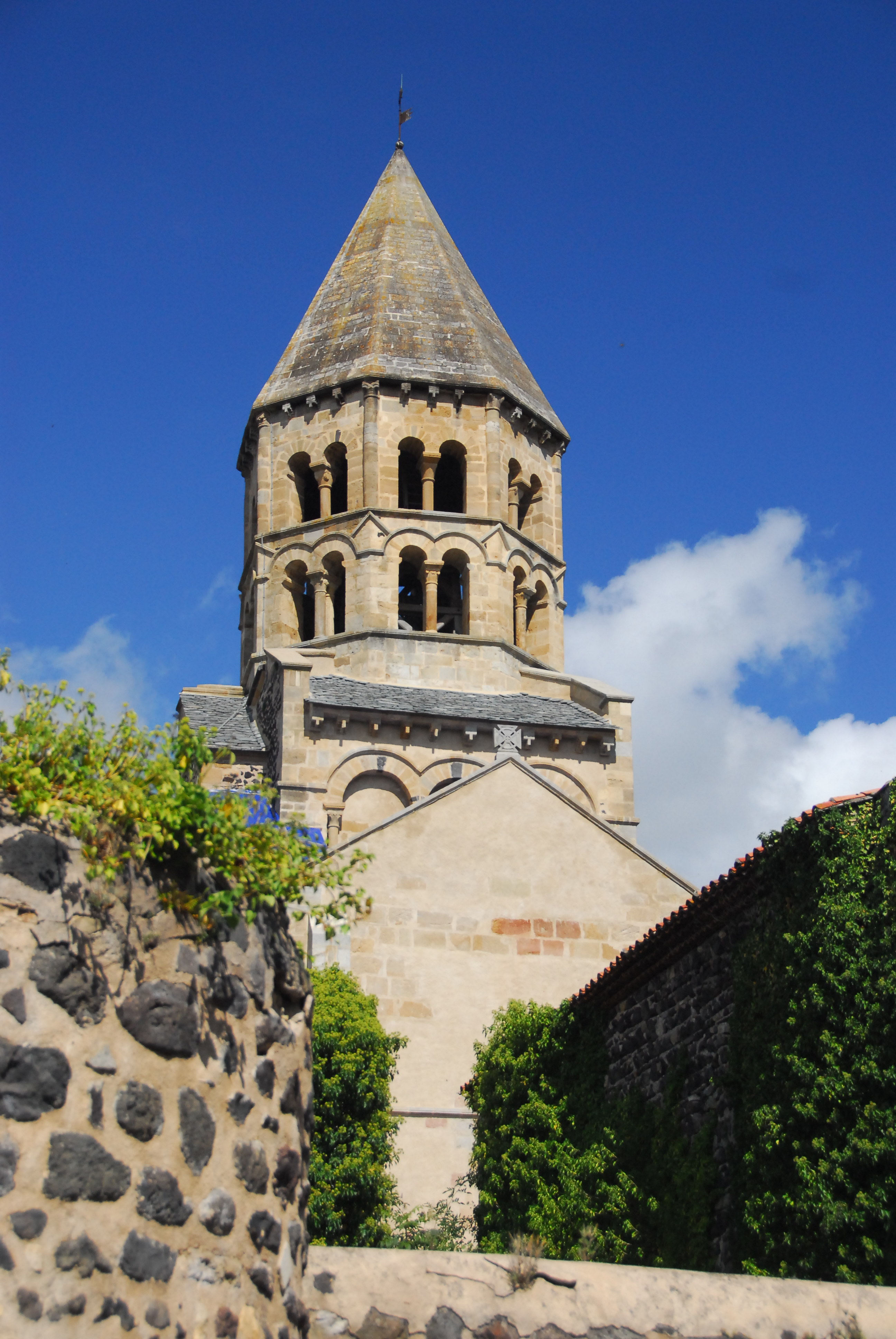
Vierungsglockenturm von Süden

Der oktogonale zweigeschossige Vierungs- und Glockenturm zählt zu den wenigen authentischen romanischen Glockentürmen in der Auvergne, die den Verwüstungen der Revolution entgangen sind. Er erhebt sich über einem achteckigen Sockel, der fast vollständig vom massif barlong verdeckt wird und nur ein kurzes Stück aus ihm hervortritt. Er überträgt die Turmlasten auf die Ränder der nahezu kreisrunden Trompenkuppel und von dort in die quadratische Vierung. Er wird oberseitig mit einem ausladenden Kraggesims abgeschlossen.
Die acht Seiten des unteren Turmgeschosses treten gegenüber denen des Turmsockels geringfügig zurück. Auf jeder Seite ist je eine Zwillingsarkadenöffnung ausgespart, die auf dem Kragprofil des Sockels beginnt. Ihre Keilsteinbögen stehen gemeinsam mittig auf einem Säulchenpaar, das mit schlicht skulptierten Kapitellen, profilierten Kämpfern und Basen ausgestattet ist. Die äußeren Bogenansätze markieren profilierte Kämpfer über scharfen Laibungskanten. Die Keilsteinbögen werden von profilierten Kragprofilen überfangen, die in Höhe der Bogenansätze waagerecht auswärts abschwenken und bis zu den Achteckkanten geführt sind. Über diesen waagerechten Abschnitten des Profils finden sich wieder die „Giebelbögen“, wie sie auch bei den Drillingsarkaden der Langhauswände anzutreffen sind. Über den Spitzen dieser „Giebelbögen“ wird das untere Geschoss durch ein ausladendes Kraggesims abgeschlossen.
Die Wände des kaum höheren oberen Turmgeschosses treten noch einmal geringfügig zurück. Auf den Turmkanten stehen dreiviertelrunde, schlanke Säulchen, die mit ihren Kapitellen bis unter das Traufgesims reichen. Die Zwillingsarkadenöffnungen sind etwas niedriger als die im Geschoss darunter, ihre Keilsteinbögen stehen gemeinsam auf einem Säulchen mit der gleichen Ausrüstung wie im unteren Geschoss. Auch die Bogenansätze sind wie dort markiert. Die Dekoration mit Kragprofilen fehlt in diesem Geschoss. Die Traufe besteht aus kräftigen Gesimsplatten, die von Hobelspankragsteinen unterstützt werden.

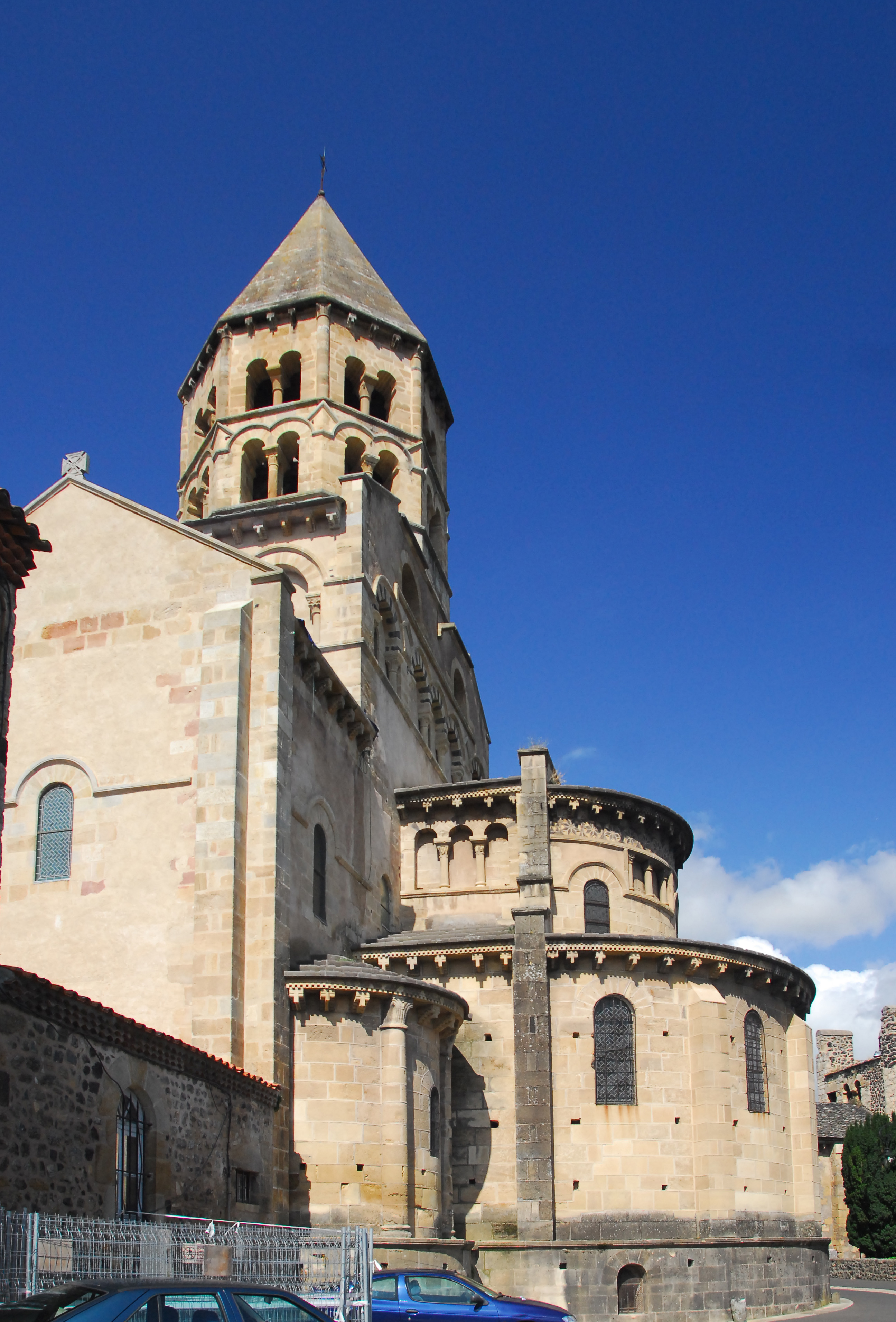
Chorhaupt von S

Auf diesem Gesims steht eine steinerne Turmspitze empor, in Form einer achteckigen Pyramide mit ebenen Seiten. Obenauf wird sie von einer Kugel und einem grazilen Kreuz aus Metall mit einem Ring, wie ein keltisches Kreuz, um das sich eine Wetterfahne dreht, bekrönt.
Die Glockenstube ist über das Dach des Langhauses zugänglich, von dem in einem Gehäuse auf der Westseite des Turms eine Treppe aufwärts führt.

#### Chorhaupt

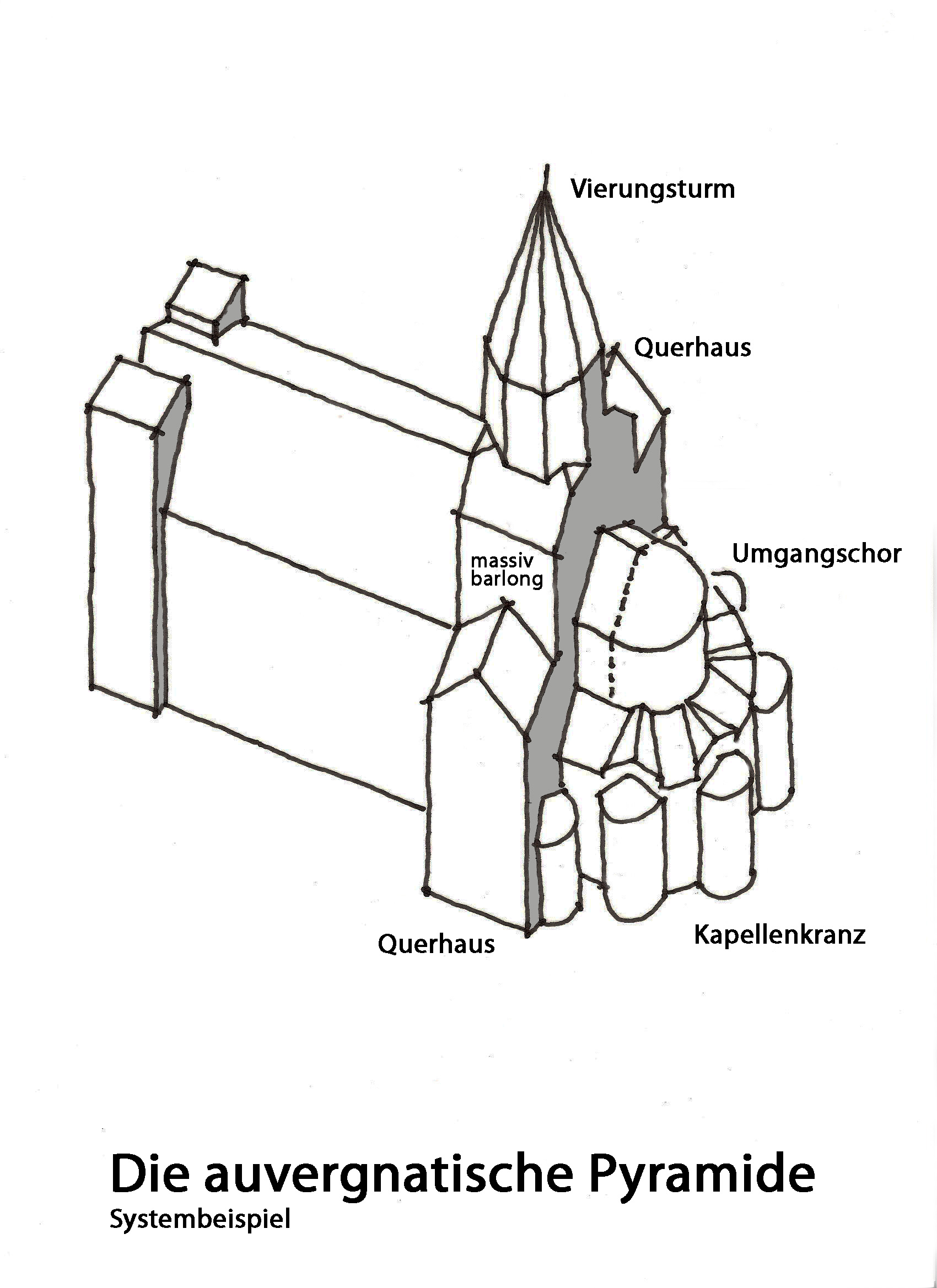
Auvergnatische Pyramide

Das Chorhaupt lehnt sich an das Querhaus an und bildet mit ihm eine Einheit. Die Baukörper verschmelzen nach dem Prinzip der aufsteigenden Kompositionen, die hier Auvergnatische Pyramide genannt wird. Eine Abweichung von den bei den anderen Hauptkirchen gewohnten Abstufung stellt jedoch das Fehlen der Kranzkapellen dar. Nur die beiden kleinen Querhauskapellen bilden hier die unterste Stufe.

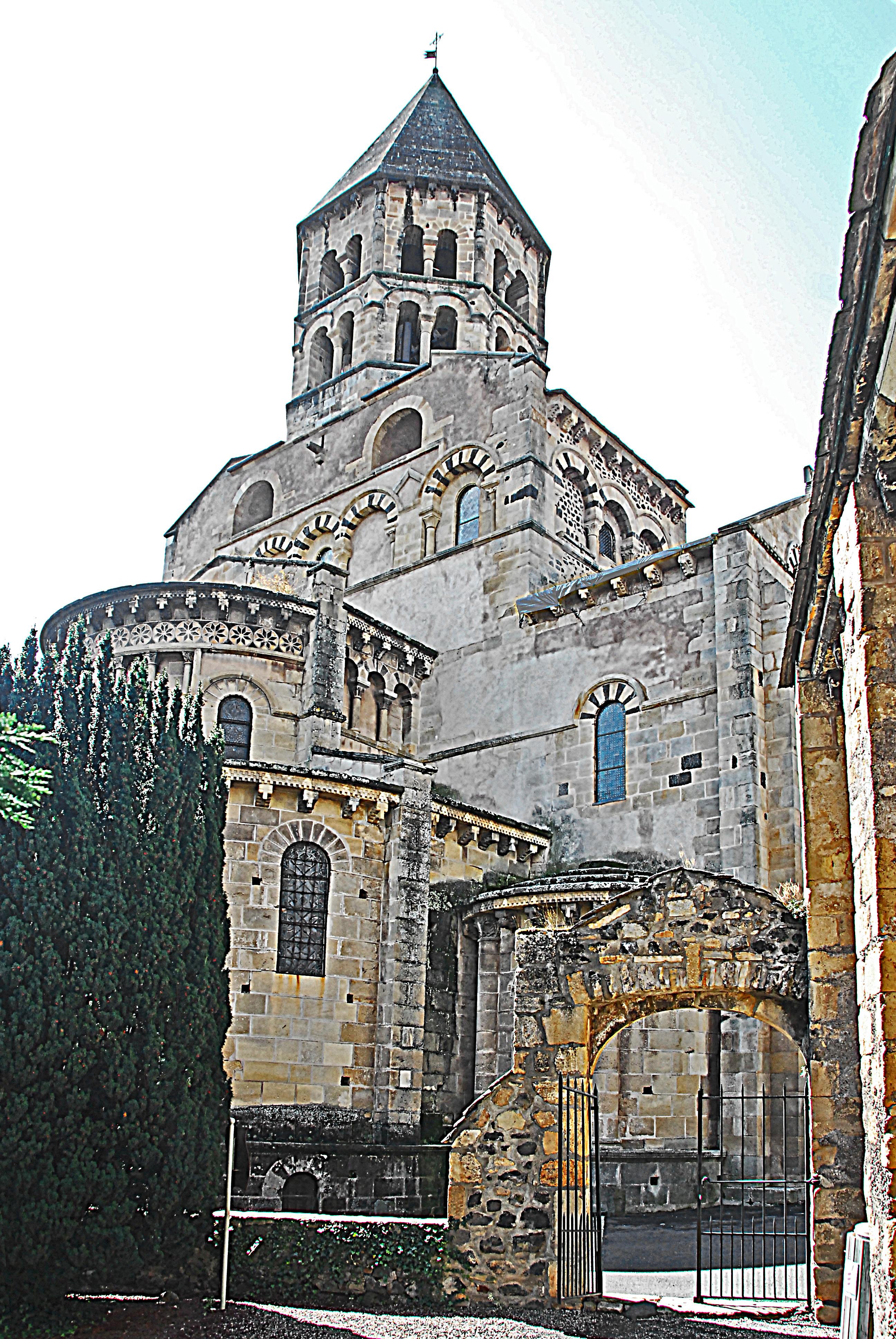
"Auvergnatische Pyramide" von SO

Genau zwischen den beiden Querhauskapellen schließt an die Ostwand des Querhauses der Chorumgang an, dessen beide ersten gerade verlaufenden Abschnitte, in Verlängerung der Seitenschiffe, dem einzigen Chorjoch entsprechen. Diesen schließt sich der gerundete Teil des Umgangs an, auf dem Grundriss eines halben Kreisrings, der die deutlich höhere Chorapsis umschließt. Sie lassen jegliche Dekorationen fehlen. Die Traufe liegt ein wenig über der Höhe der Firste der Querhauskapellen, deren Traufausbildung beim Umgang übernommen wird. Er wird in ganzer Länge v von einem flach geneigten Pultdach überdeckt, das mit grauen Steinplatten in radialer Anordnung überdeckt. Die Außenwand des Umgangs wird in zwei gerade und fünf gekrümmte und etwas kleinere Abschnitte durch rechteckige Strebepfeiler unterteilt, die mit ihren auswärts abgeschrägten Oberseiten unter die Kragsteine der Traufe hinaufreichen. Sie stehen auf einem weit ausladenden Sockel, der von der Querhauskapellen in Form und Höhe übernommen wird. In ihm sind drei rundbogige Fenster der Krypta ausgespart. In den fünf gekrümmten Wandabschnitten ist jeweils in der oberen Wandhälfte ein großes rundbogiges Fenster mit scharfen Laibungskanten eingelassen. Die beiden Strebepfeiler zwischen den geraden und den gerundeten Wandabschnitten reichen ein Stück über die Traufe hinaus und knicken dort nach innen ab, um in eine Wand überzugehen, deren Oberseite parallel zur Dachfläche bis zur Chorwand geführt wird.
Die Umgangswand und ihre Pfeiler sind gänzlich aus großformatigen Werksteinquadern aus Arkose gemauert. Nur in dieser Wand sind etliche quadratische Löcher für die Auflage von Gerüstbalken ausgespart. Der Sockel und etwa ein halber Meter der Wandbasis waren ursprünglich ebenso hell. Durch das von der Traufe frei abtropfende Regenwasser haben sich diese Partien über die Jahre dunkelgrau gefärbt.

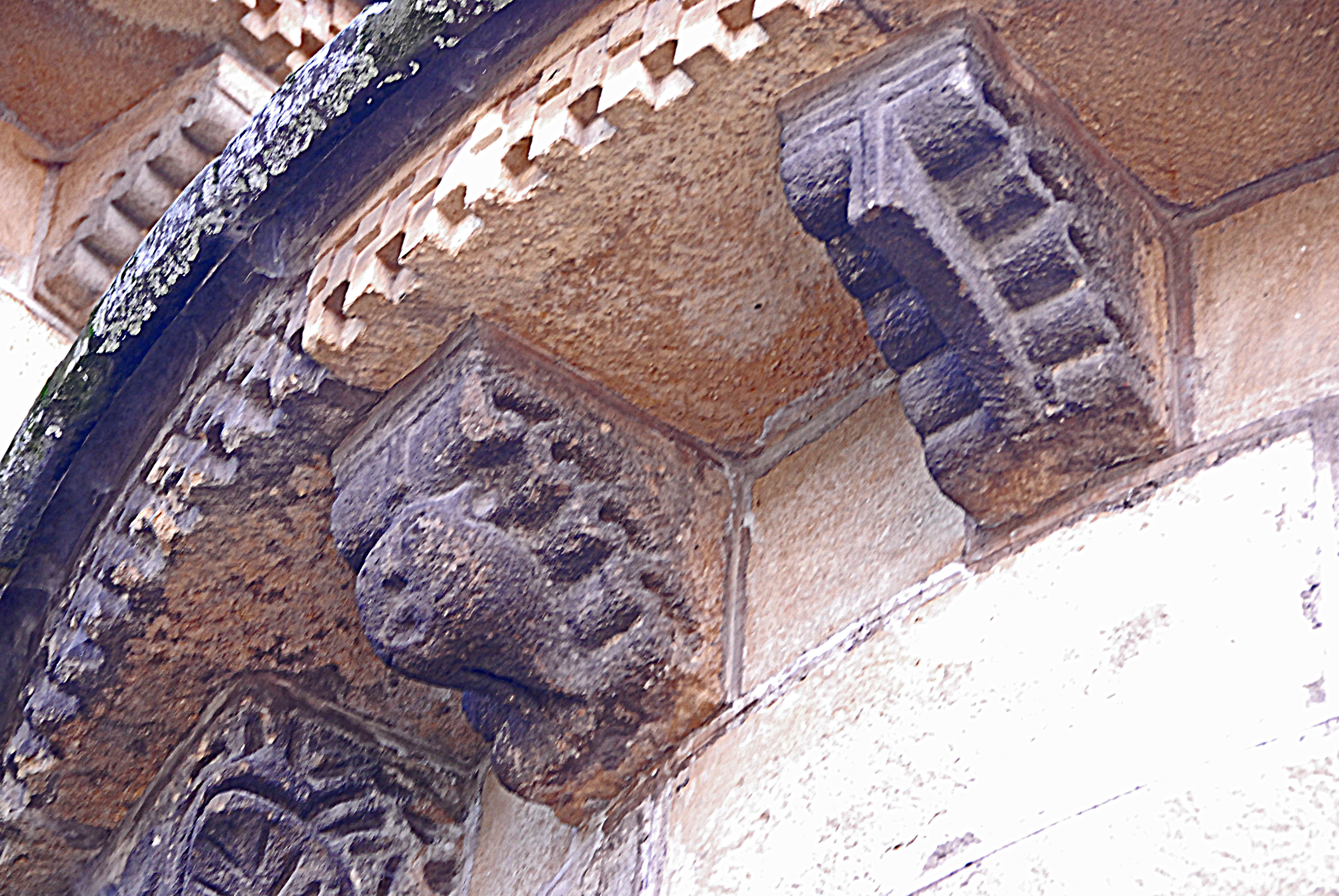
Traufgesims, Querhauskapelle

Aus dem Pultdach des Umgangs ragt die obere Partie des Hochchors weit hinauf, das gegenüber dem Chorumgang reichhaltig dekoriert ist. Seine Traufe bleibt knapp unter den Traufen der Querhausarme. Er steht auf einem Grundriss, der sich aus einem lang gestreckten Rechteck, dem Chorjoch, und einem auf seiner langen Seite anschließenden Halbkreis, der Chorapsis, zusammensetzt. Auch hier gibt es zwei gerade Wandabschnitte und einen halbkreisförmigen. Sie werden von Strebepfeilern untereinander getrennt; Das Dach besteht aus einem flach geneigten Satteldach und einem halben Kegeldach. Diese werden getrennt von einer über die Dachflächen hinausragenden Wand, deren Oberseiten parallel zu den Dachflächen verlaufen und die in die seitlichen Strebepfeiler übergehen. Die geraden Traufabschnitte des Chorjochs liegen geringfügig höher, als die gerundete Traufe der Apsis. Die Dacheindeckung entspricht der der übrigen Dächer des Chorhaupts. Das Gleiche gilt auch für die Traufausbildung.

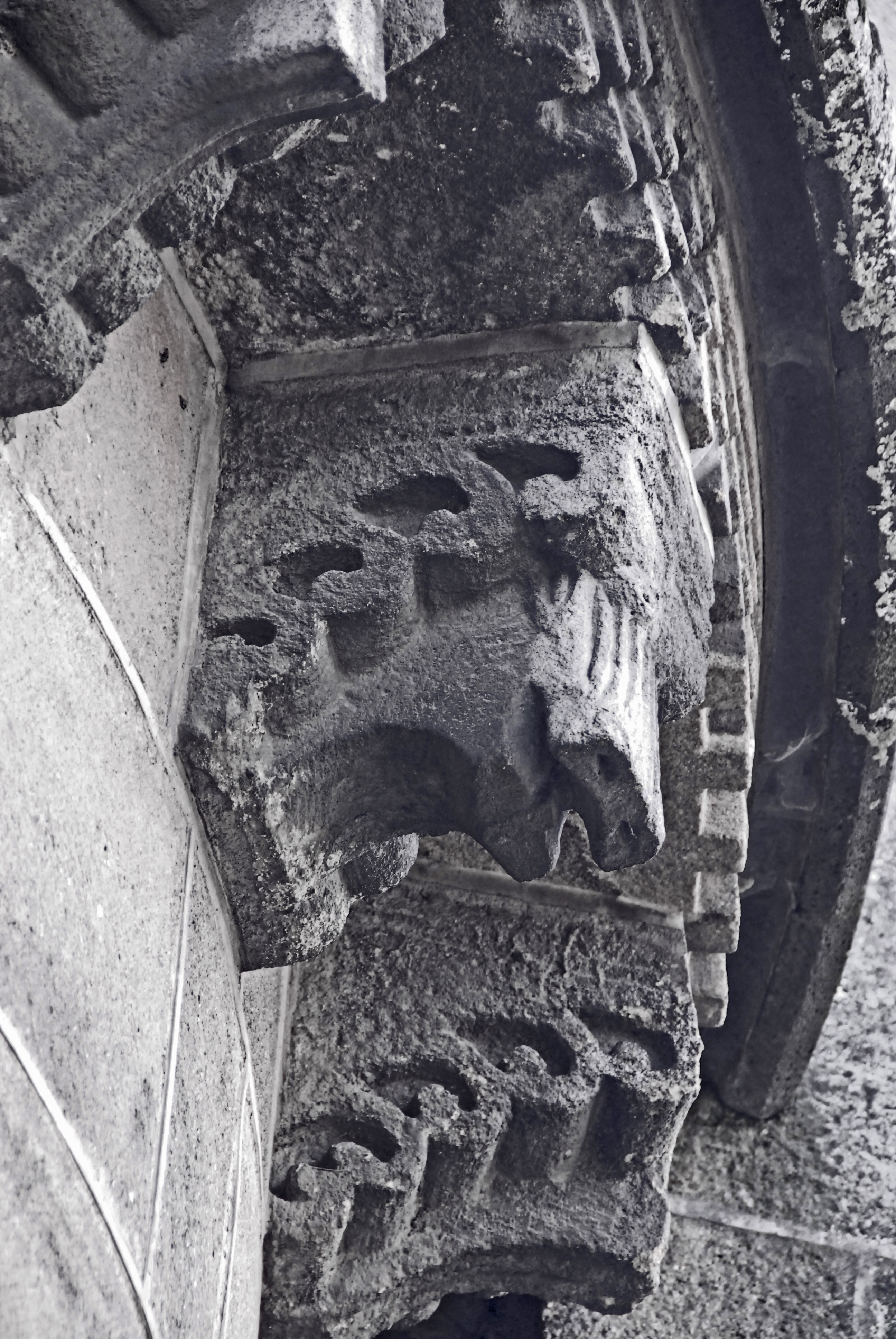
Traufgesims Chorumgang

In die gekrümmte Apsiswand sind unmittelbar über dem Pultdachfirst des Umgangs drei rundbogige Fenster ausgespart, eines in der zentralen Achse, die andern beiden nicht weit von den Strebepfeilern. Ihre Keilsteinbögen werden von einem Kragprofil überfangen, das in Höhe der Bogenansätze waagerecht auswärts abschwenkt und bis zum nächsten Fenster oder über die Strebepfeilern hinweg bis gegen die Querhauswand geführt wird. Ein kurzes Stück über den äußeren Scheiteln der Keilsteinbögen verläuft ein ebensolches Kragprofil waagerecht um die ganze Apsis herum. Zwischen dem oberen und unteren waagerechten Kragprofil ist zwischen den Überfangungen der Fenster eine Nische in Form eines liegenden Rechtecks eingelassen, deren seitliche Kanten durch ein Kragprofil markiert wird. In diese Nischen sind je drei Säulchen, eins in der Mitte, die beiden anderen an den Rändern eingestellt, die mit skulptierten Kapitellen, profilierten Kämpfern und Basen ausgerüstet sind. Dieses Motiv ist eine Anleihe bei der römischen Antike. Es findet sich nicht nur bei den anderen Hauptkirchen der Auvergne, sondern auch bei der Friedhofskapelle Chambon-sur-Lac.
Zwischen dem oberen Kragprofil und den Kragsteinen unter dem Traufgesims ist ein Fries von Inkrustationen aus schwarzen und weißen Mosaikplatten, in Gestalt von kreisrunden Scheiben, in denen achtzackige Rosetten eingefügt sind. Ihre Ursprünge sind keineswegs orientalisch, sondern gallo-römisch oder frühchristlich. Derartige Inkrustationen finden sich an fast allen Hauptkirchen, wie zum Beispiel in größerem Umfang an der Stiftskirche Notre-Dame-du-Port de Clermont-Ferrand.
Auf den beiden flachen Seitenwänden des Chorjochs ist zwischen dem Kragprofil und den Kragsteinen des Traufgesimses eine Drillings-Blendarkade eingelassen, wie man sie von der Giebelwand des nördlichen Querhausarms kennt, jedoch kleiner.
Das Steinmaterial des Chores ist durchweg aus heller Arkose, lediglich auf der Nordseite sind die Bögen der Drillingsarkade aus abwechselnd hellen und dunklen Steinen. Die Strebepfeiler zwischen Chorjoch und Apsis sind dunkler verwittert, wie auch bei denen des Umgangs.

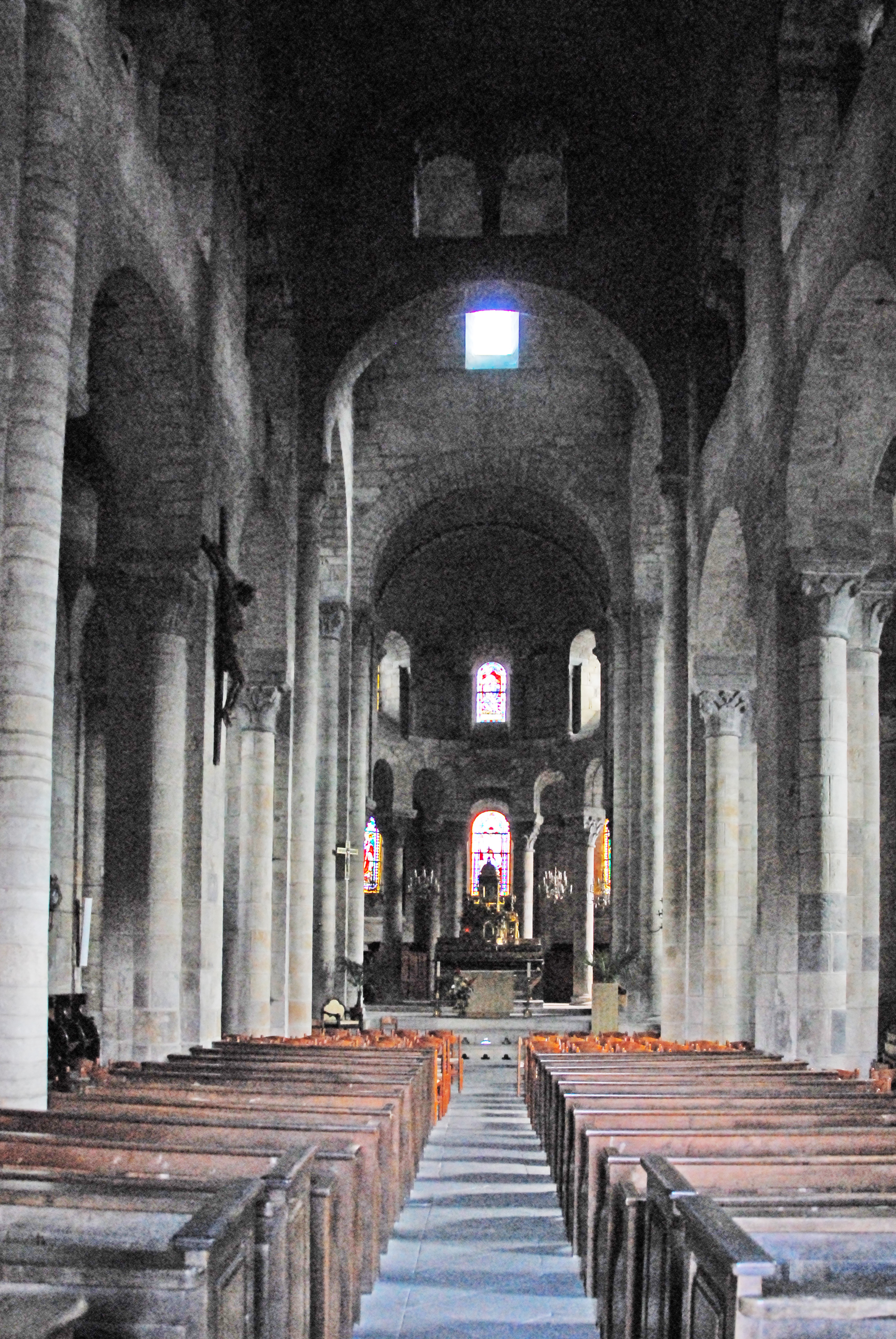
Mittelschiff z. Chor

### Inneres
Das Mauerwerk im Innern des Bauwerks bestehen aus steinsichtigen Werksteinen, die weitgehend aus der von außen schon bekannten Arkose gefertigt sind. Das gilt auch für Dienste, Säulchen, Keilsteine und andere. Alle Gewölbe sind rau verputzt, wie auch manche Teilflächen der Wände. Die ursprünglich hellen Stein- und Putzoberflächen haben eine dunkle „Patina“ angesetzt, die von langfristiger Kerzenbeleuchtung stammt. Die meisten Kapitelle sind aus dunklerem Steinmaterial skulptiert.

#### Langhaus
Das Langhaus steht auf einem rechteckigen Grundriss und ist in Querrichtung in vier Joche unterteilt. Es besitzt einen pseudobasilikalen dreischiffigen Aufriss ohne direkte Obergadendurchfensterung. Stattdessen sind über den Seitenschiffen echte Tribünen angeordnet, die mit ihren Fensterchen zur Erhellung des Mittelschiffs kaum beitragen.

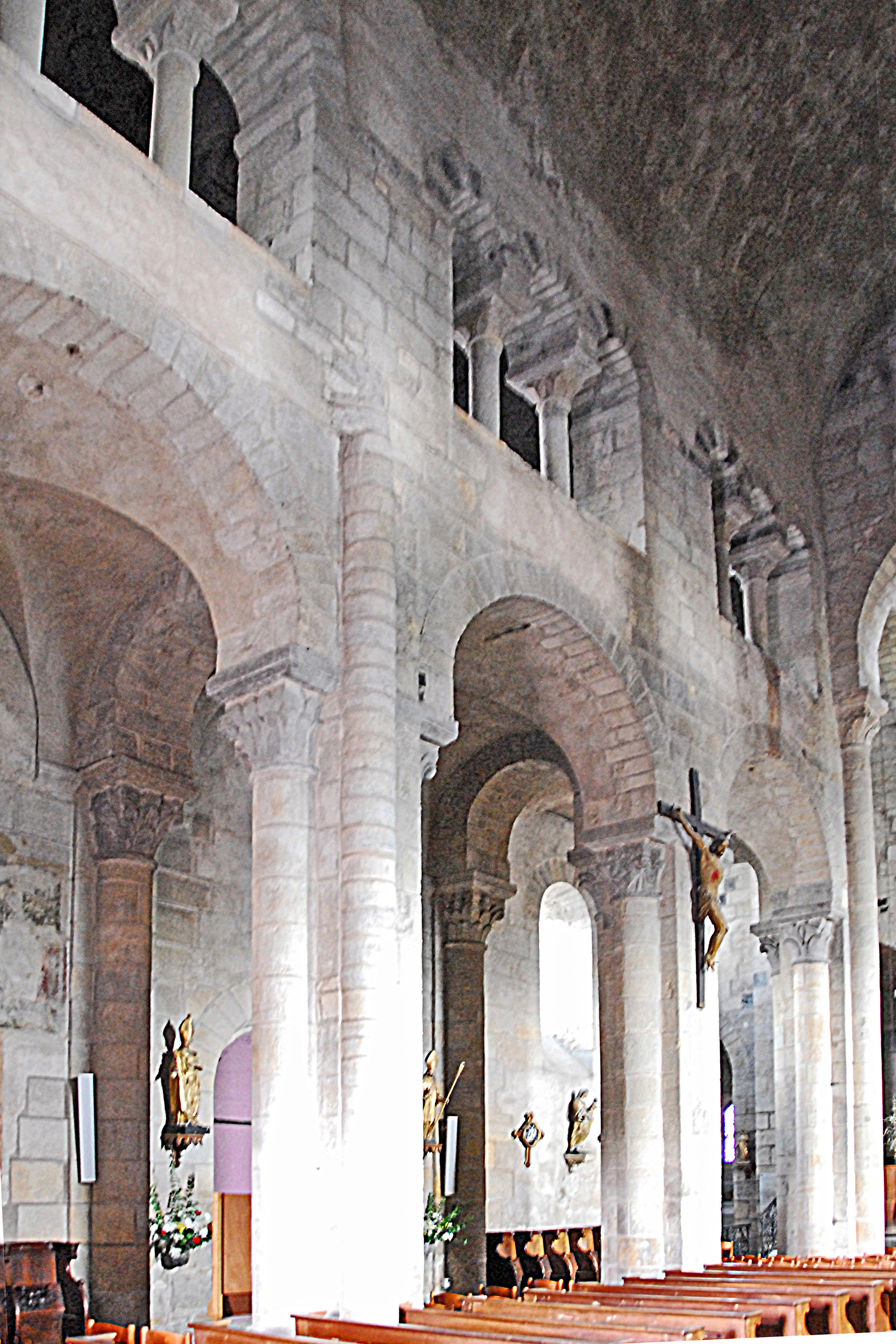
Mittelschiff Nordwand, Joche 2-4

Statt des üblichen Narthex mit Empore ist das erste Joch von den übrigen durch eine Arkade aus einem Gurtbogen auf halbrunden alten Diensten mit skulptierten Kapitellen und profilierten Kämpfern schwach abgeteilt. Das Mittelschiff ist in diesem Joch mit einem separaten Tonnengewölbe überdeckt, das sich in den weiteren drei Jochen ohne Gurtunterbrechung fortsetzt. Die Übergänge der Scheidewände zwischen den Schiffen in das Gewölbe erfolgen ohne Zäsuren.
Die kräftigen Scheidewände stehen auf rundbogigen, schwach gestelzten Arkadenbögen, die von quadratischen Pfeilerkernen mit überwiegend dreiseitig vorgeblendeten halbrunden alten Diensten getragen werden, die mit skulptierten Kapitellen, profilierten Kämpfern und Basen auf kantigen Plinthen ausgerüstet sind. Davon ausgenommen sind die beiden ersten Pfeiler die auch auf der Mittelschiffseite oben genannten Dienste aufweisen. Eine weitere Ausnahme ist der zweite nördliche Pfeiler. Er weist ebenso einen vierten Dienst auf, der allerdings etwa in Höhe der Bogenscheitel der Scheidewandgalerien ohne ein Kapitell endet und auf der Pfeilerseite außermittig angebracht ist. In anderen der Hauptkirchen befinden sich auch derartige Pfeiler ohne Auflast, aber auf beiden Seiten des Schiffs. Dort werden sie zum Tragen eines quer gespannten Holzbalkens gedeutet, an dem ein Radleuchter mit Kerzen aufgehängt werden kann. Die ersten Arkadenbögen stehen an der Westwand auf flachen Wandpfeilern in Breite der Scheidewände, denen die gleichen Dienste wie die der anderen Arkaden vorgeblendet sind.
Die Seitenschiffe werden von Kreuzgratgewölben überdeckt, deren mittelschiffseitige Zwickel ohne Zäsur in die Arkadenbögen der Scheidewände übergehen. An den Außenwänden stehen gegenüber den Pfeilern flache Wandpfeiler in Breite der Pfeilerkerne, auf denen Dienste in gleicher Größe und Ausstattung aufgeblendet sind. Auf ihnen stehen hoch gestelzte runde Gurtbögen, die die Gewölbefelder der Joche unterteilen. Die Grate der Gewölbe steigen von den Ecken der Kämpfer der Scheidewandarkaden gestelzt auf, überqueren diagonal das Gewölbefeld und enden auf der Außenwand kurz neben dem nächsten Kämpfer. In den Außenwänden der Seitenschiffe ist in jedem Joch im oberen Bereich ein rundbogiges Fenster ausgespart, deren Gewände und Brüstungen nach innen stark aufgeweitet sind. Eine Ausnahme davon ist im nördlichen dritten Joch gegeben, wo ein rundbogiges Nebenportal eingelassen ist.

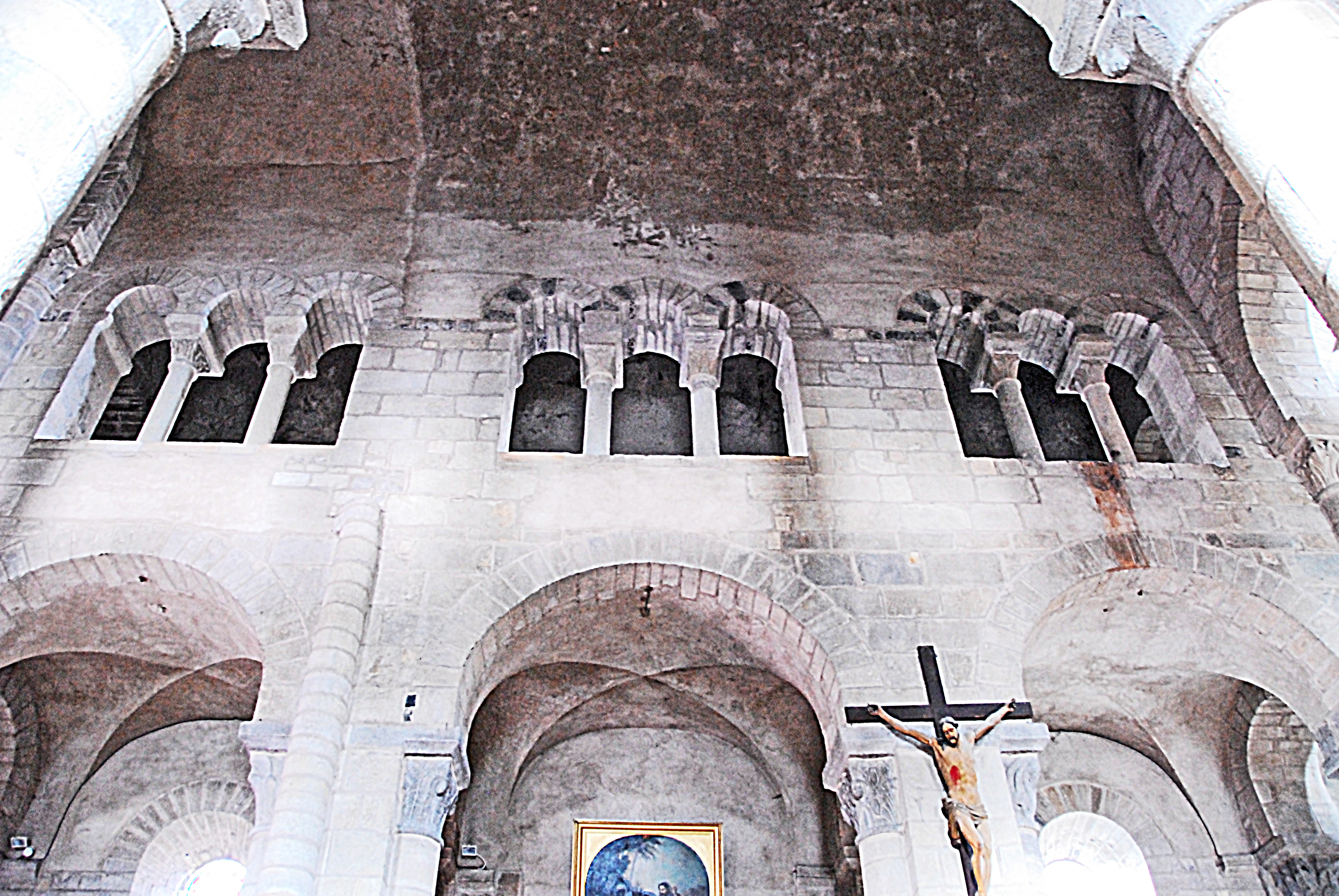
Mittelschiff, Nordwand, Joche 2-4

Gut einen Meter über den Bogenscheiteln der Scheidewandarkaden befindet sich die Brüstung der Drillingsarkadenöffnungen, die sich auf die Tribünen im zweiten Geschoss der Joche zwei bis vier öffnen. Sie sind etwa so breit wie die großen Scheidewandarkaden darunter. Sie werden von drei Keilsteinbögen überdeckt, die jeweils zu zweit gemeinsam auf einem Säulchen stehen, das mit skulptiertem Kapitell und profiliertem Kämpfer und Basis ausgestattet ist. Die äußeren Bögen stehen auf profilierten Kämpferplatten, die über die breiten Pfeiler hinweg, als Fries geführt werden.
Die Tribünen werden von halben Tonnengewölben überdeckt, die gegenüber dem Tonnengewölbe des Mittelschiffs wie ein durchgehender Strebepfeiler wirken und die seitlichen Schubkräfte in die Außenwände übertragen. Die Tribünengewölbe werden jochweise mit Wänden unterteilt, in denen rundbogige Durchlässe ausgespart sind. Die südliche Tribüne erreicht man über eine Spindeltreppe aus dem südlichen Querhausarm. In den Außenwänden der Tribünen ist in jedem Joch ein kleines rundbogiges Fenster ausgespart, das kaum zur Beleuchtung des Mittelschiffs beitragen kann.
Die beiden Tribünen werden an der westlichen Giebelwand über einen schmalen Steg untereinander verbunden, der von zwei Keilsteinbögen unterfangen wird, welche in der Mitte des Schiffs auf einer Kragkonsole ruhen. Schiffseitig vor diesem Steg ragt auf einer Art Balkon eine Orgel auf. In ihrer Mitte ist eine kreisrunde Öffnung eingelassen, die das Licht des dahinter befindlichen Fensters durchlässt. In Verlängerung der Drillingsarkaden in den Scheidewänden ist im Joch eins in gleicher Höhe je eine rundbogige Öffnung ausgespart. Das mittige Hauptportal in der Fassadenwand wird innenseitig von einem hölzernen Windfang verdeckt.

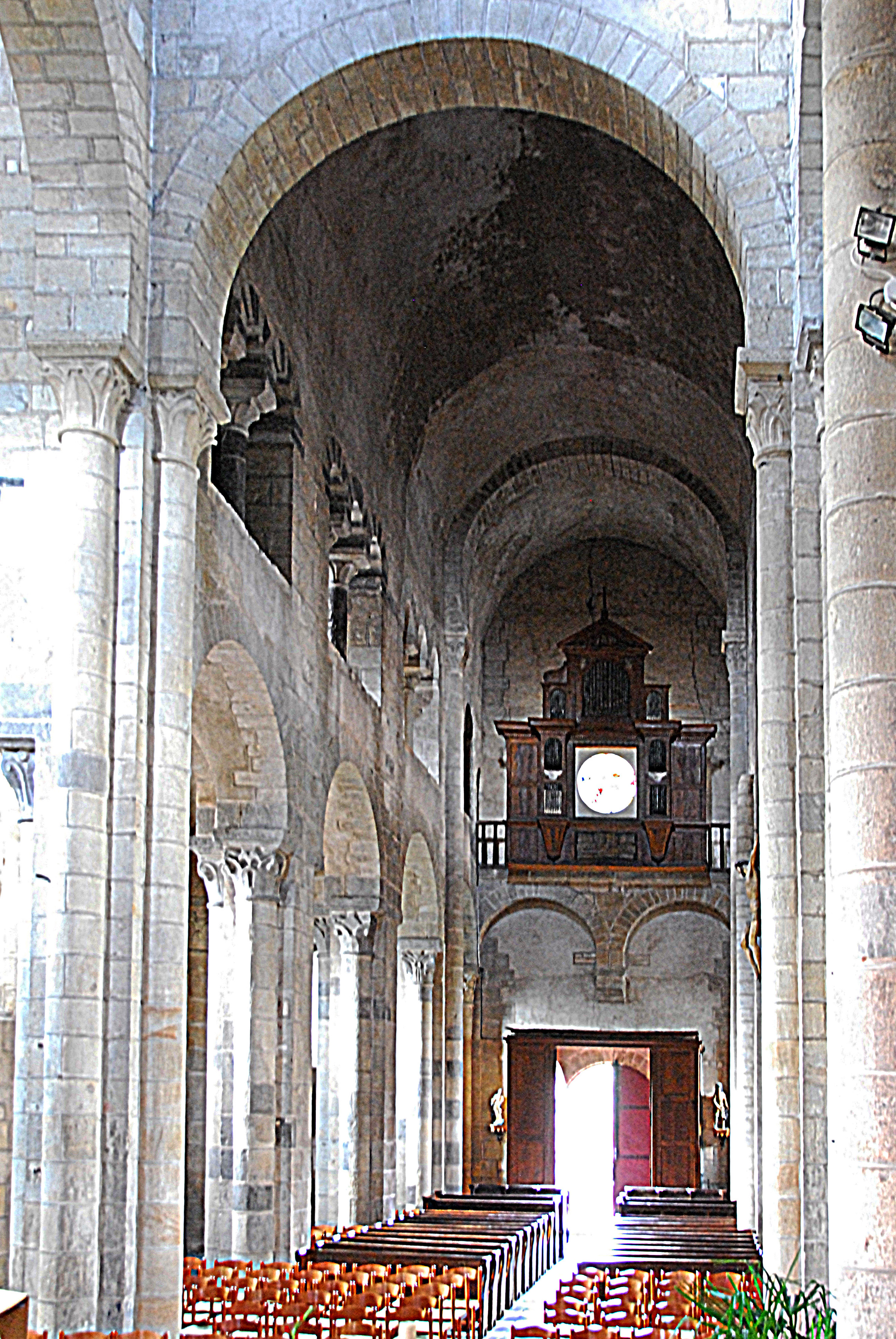
Mittelschiff aus Vierung

Die Ostwand des Mittelschiffs besteht aus einer hohen Arkadenöffnung mit halbrundem, leicht gestelztem, scharfkantigem Bogen, der auf halbrunden alten Diensten steht, die mit skulptierten Kapitellen, profilierten Kämpfern und Basen auf kantigen Plinthen ausgestattet sind. Die Kämpfer liegen etwa in Höhe der Brüstungen der Drillingsarkaden. Der Arkadenbogen ist einer der Schwibbögen des massif barlong (siehe unter Querschiff). Die darauf stehende Wand bis zum Mittelschiffgewölbe wird von einer Zwillingsarkadenöffnung durchbrochen, deren Keilsteinbögen auf einem Säulchen stehen, das mit einem skulptierten Kapitell, profiliertem Kämpfer und einer Basis ausgestattet ist. Die Ostenden der Seitenschiffe werden von den gleichen Arkaden abgeschlossen, die denjenigen der Jochteilungen entsprechen.

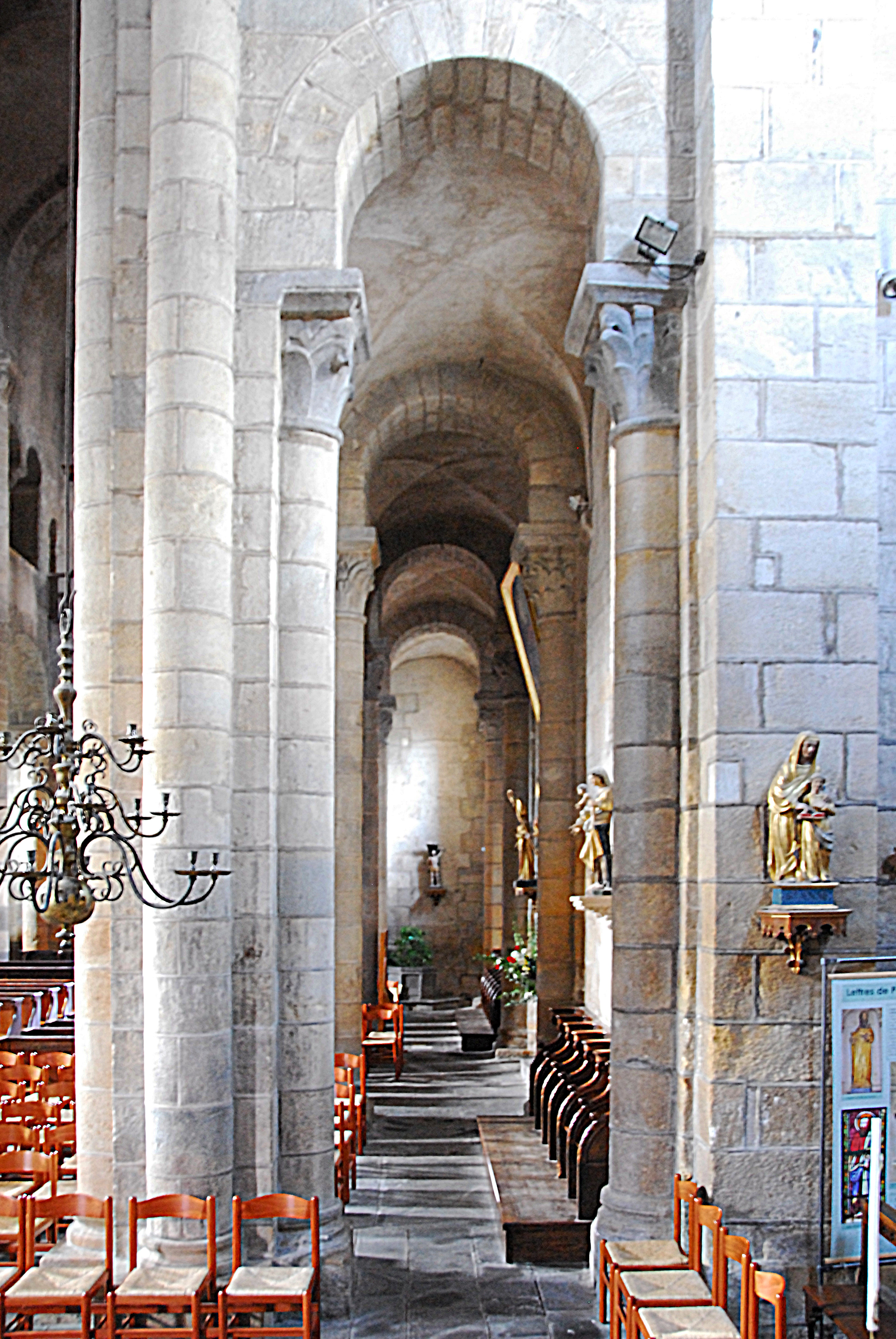
nördl. Seitenschiff n. hinten
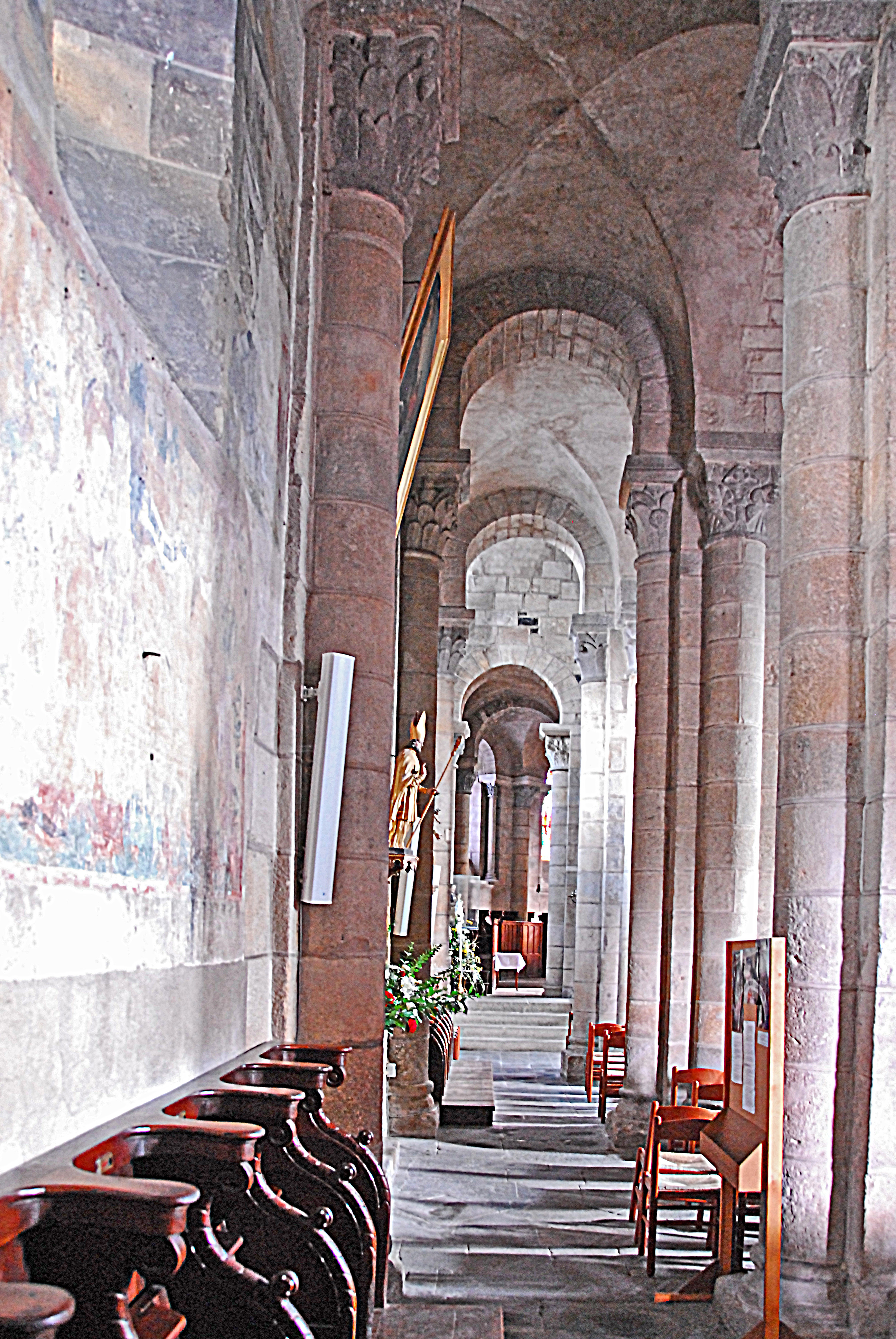
südl. Seitenschiff n. hinten
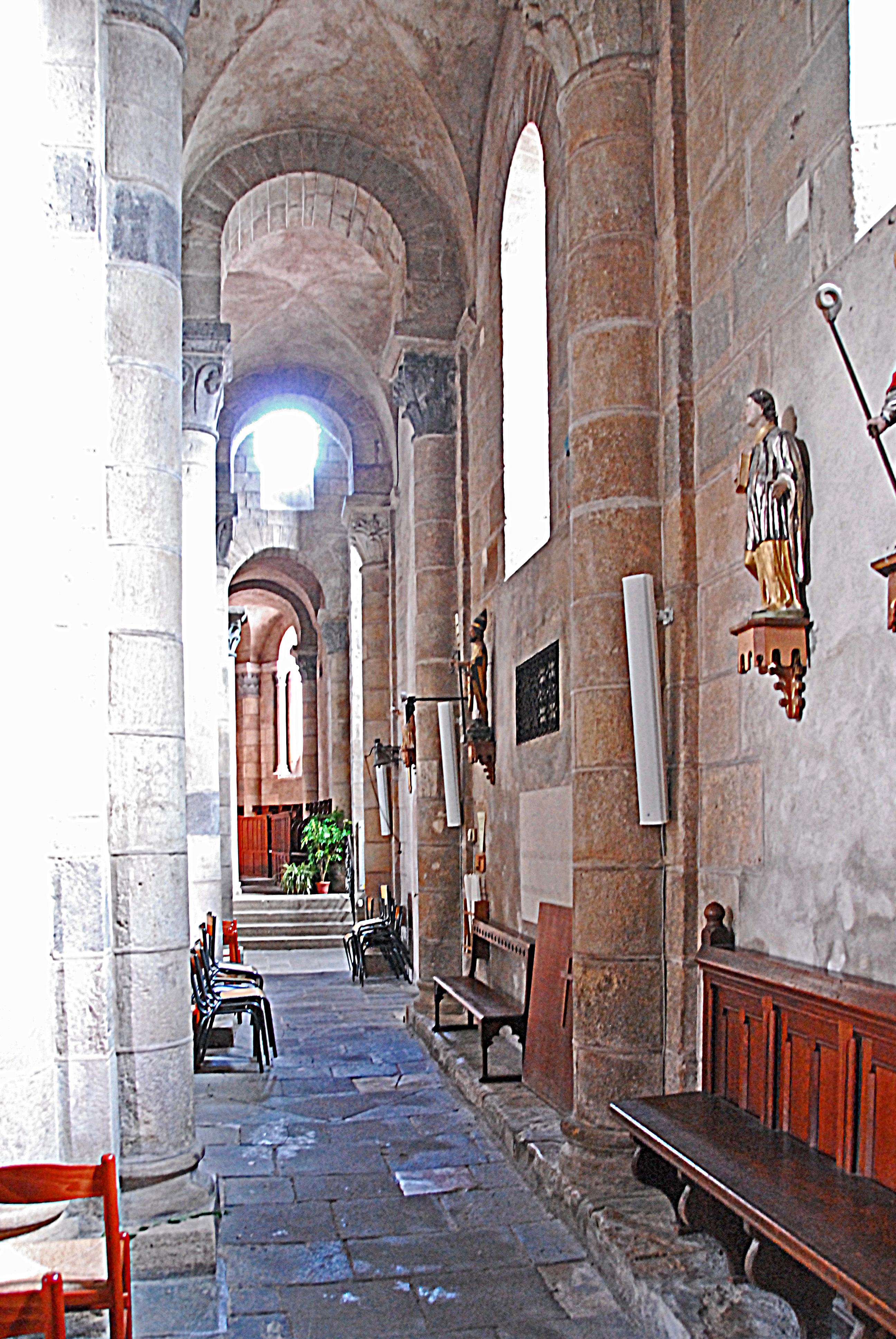
nördl. Seitenschiff n. vorne
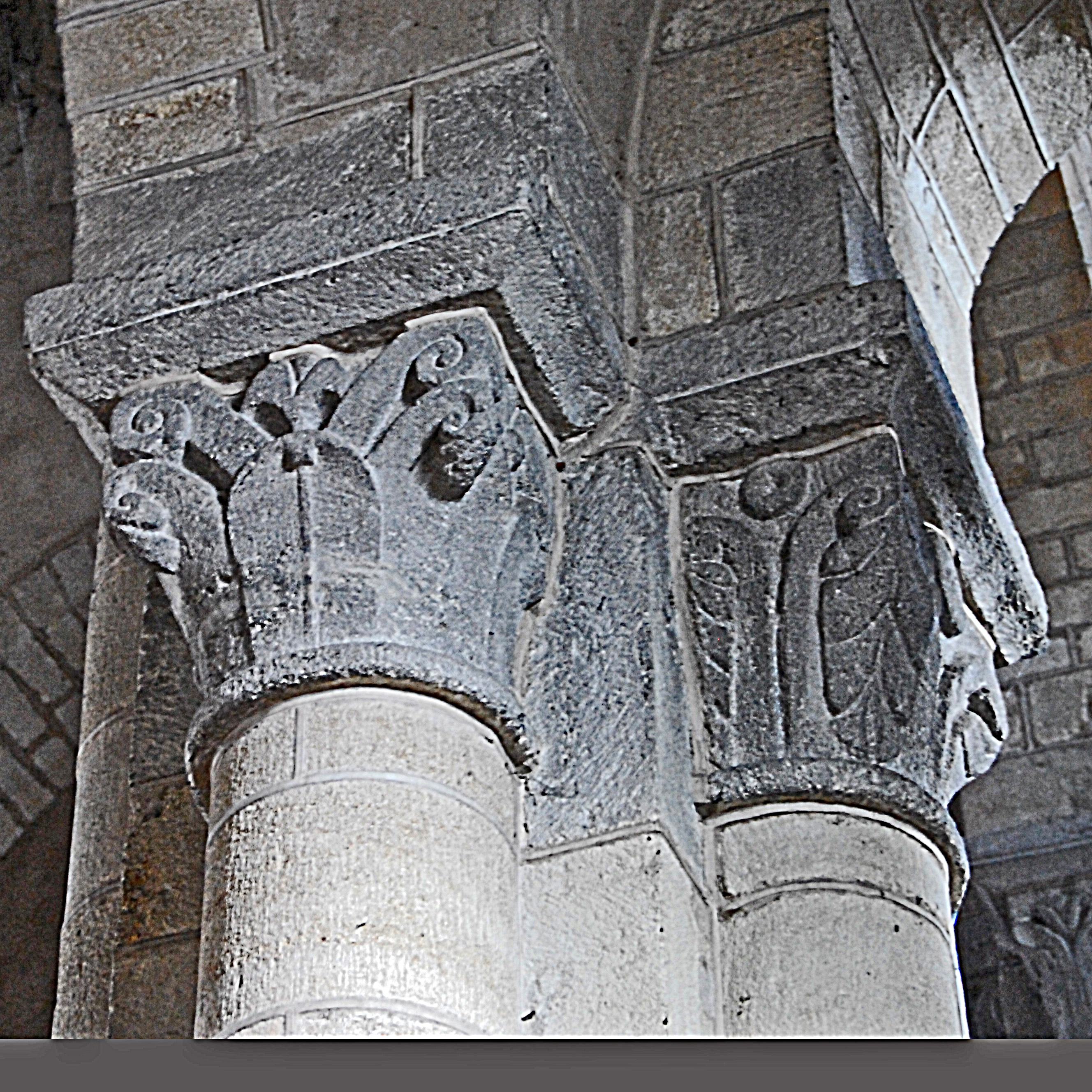
Zwei Blattkapitelle

#### Querschiff,massif barlongund Vierungskuppel

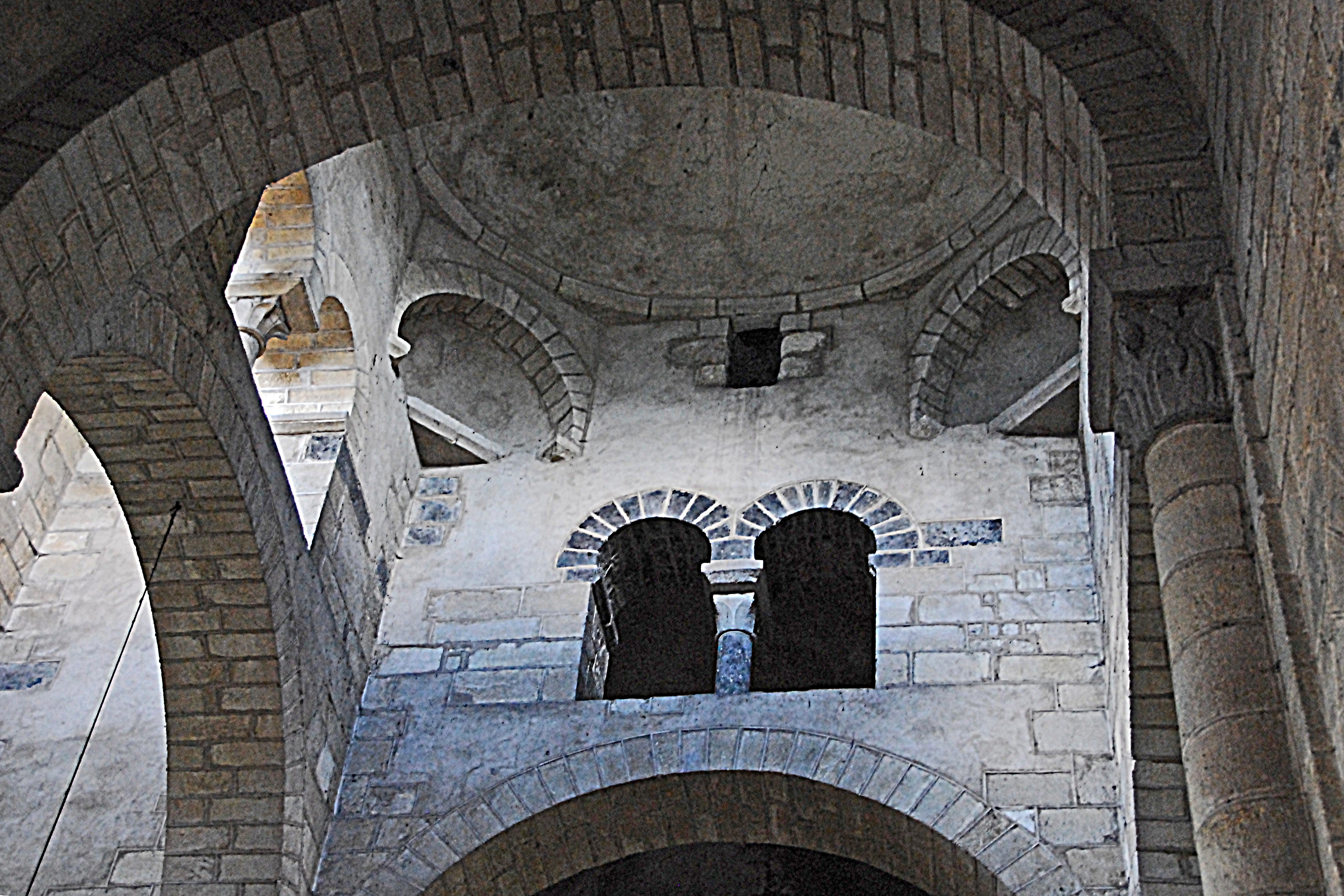
Vierung, Trompenkuppel

Die quadratische Vierung wird an ihren Ecken von vier Pfeilern umstanden, die im unteren Bereich denen der Langhauspfeiler entsprechen, mit dem gleichen quadratischen Pfeilerkern, allerdings mit halbrunden Diensten auf allen vier Seiten. Die Dienste der Vierungsarkaden entsprechen in Dimension und Höhe den im vorstehenden Abschnitt beschriebenen. Sie tragen vier Schwibbögen, die sich über drei Zwillingsarkaden in das Mittelschiff und in die Querhausarme öffnen, ebenso wie zuvor beschrieben. Dazu gesellt sich auf der östlichen Vierungswand in gleicher Höhe ein zentrales rundbogiges Fenster, das unmittelbares Tageslicht eindringen lässt. Hier befindet man sich bereits im massif barlong, das sich aber noch zu den Nord- und Südseiten und nach oben fortsetzt.

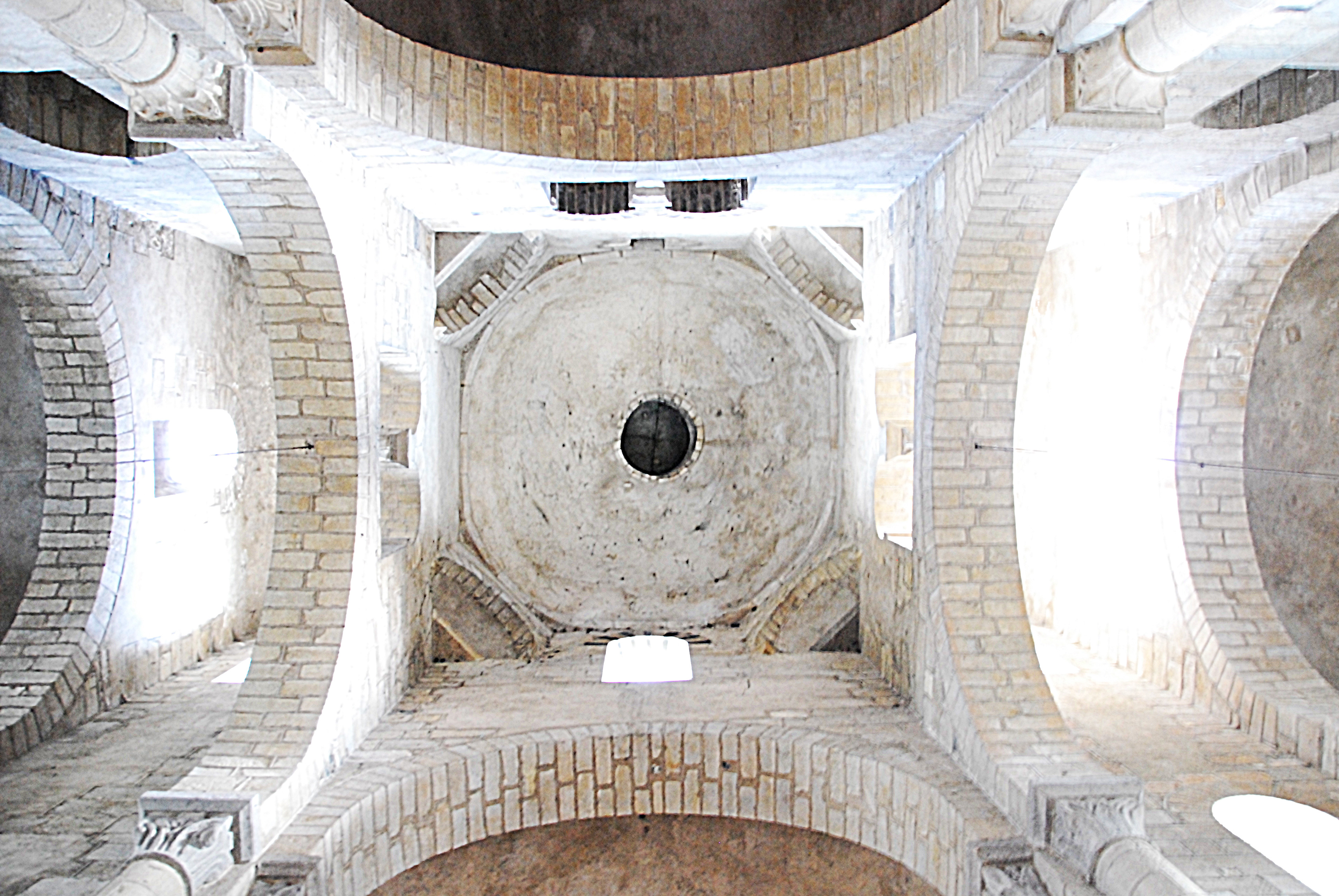
„massif barnong“ von unten

Ein kurzes Stück über den Zwillingsarkadenbögen sind in den vier Raumecken Trompen eingefügt, die die Aufgabe haben, den quadratischen Umriss des Raumes in einen achteckigen Umriss darüber zu überführen, bei dem sich vier längere Seiten über den Vierungswänden mit vier kürzeren über den Ecken des Quadrats abwechseln. Die Trompen bestehen im Wesentlichen aus halbrunden Keilsteinbögen, die um 45 Grad gedreht in die Raumecken eingefügt sind. Ihre Bogenenden stehen auf kurzen Kämpfern, deren Ecken kurz aus den Wänden hervortreten. Die Nischen hinter den Bögen sind in Art von Halbkuppelkalotten überdeckt. Oberhalb der Bögen reichen die oberflächenbündig abschließenden kurzen Wandseiten bis knapp über die äußeren Keilstein-Bogenscheitel, genau so hoch wie die langen Wandseiten. Die Kuppel verdeckt die weiter aufgehenden Wände des gleichseitigen achteckigen Turmsockels, die abwechselnd auf den Vierungswänden und den Trompenbögen mit den Kalotten stehen. Ebenso verbirgt sie den Ausgleich zwischen den ungleichseitigen und gleichseitigen achteckigen Umrissen. Kurz unterhalb der Bogenansätze der Trompen sind dreieckige Platten mit profilierten Sichtkanten über Eck eingebunden, über deren eigentliche Aufgabe die Architekturhistoriker keine klare Vorstellung besitzen. Ziemlich klar ist, dass sie keine lastübertragenden Aufgaben besitzen. Verbleibt ein rein dekorativer Einsatz oder die Anbringung als Auflager für die temporäre Verwendung von Balken, zur Abstützung der Schalungen der Bögen, Kalotten und vielleicht auch der Kuppel.

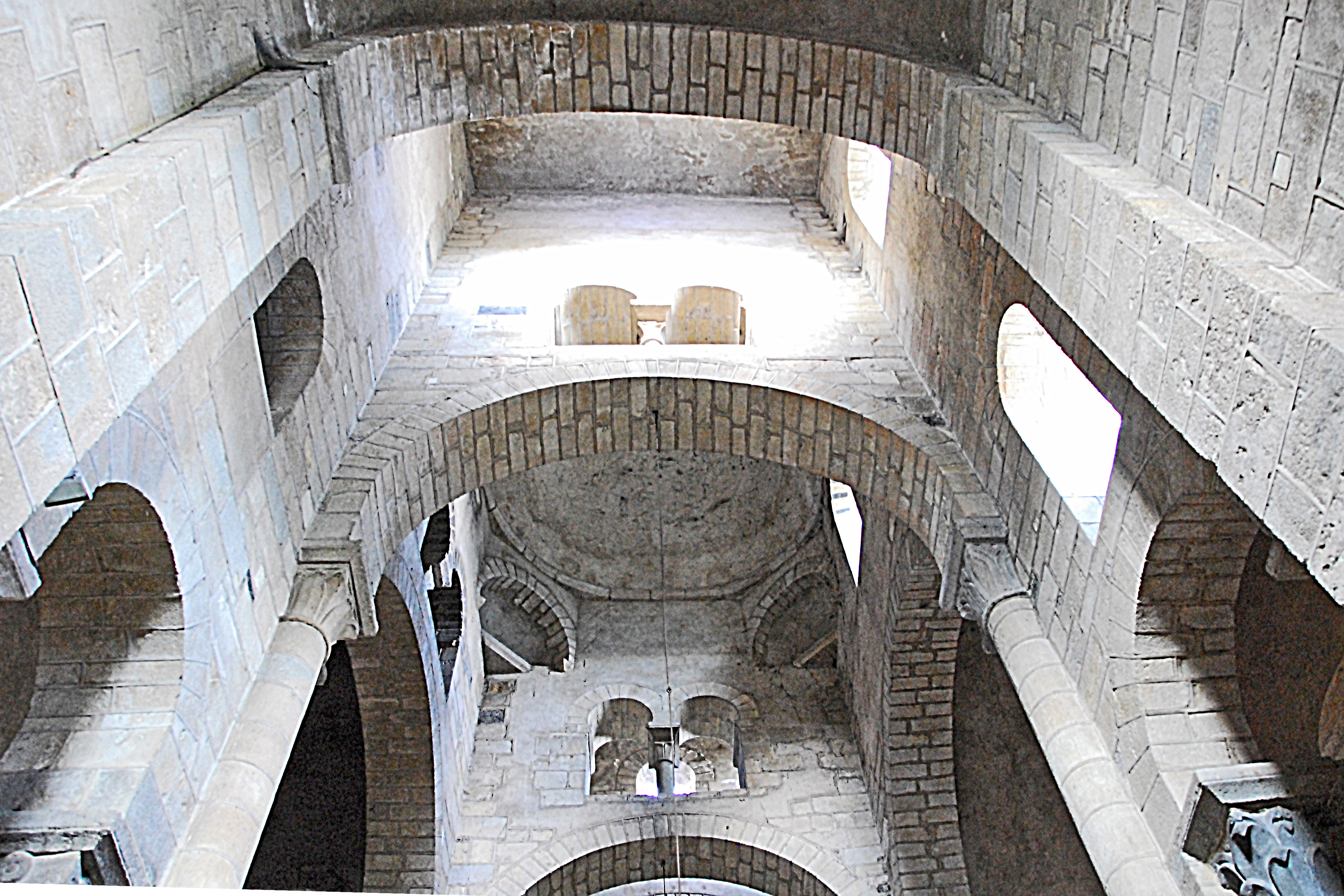
Südliches „massif barlong“

Die Wände werden oberseitig von einem kräftigen profilierten Kraggesims abgeschlossen, welches versucht, das ungleichseitige Achteck in eine kreisrunde Form des Kuppelrandes zu überführen. Das gelingt allerdings nicht vollkommen. Die im Grundriss gerundeten Gesimsplatten kragen von den Wandmitten bei null beginnend, dann weiter bis zu den Ecken des Achtecks kontinuierlich aus. Der Kreisring wird dabei nur annähernd erreicht. Die in anderen Kirchen verwendeten Pendentifkuppeln erreichen die Kreisform meistens perfekt und damit eine höhere Eleganz. Über dem Kraggesims beginnt die halbkugelige Kuppelwölbung, in deren Scheitel eine kreisrunde Öffnung ausgespart ist, die von einem Kranz aus Keilsteinen eingefasst wird. Die Öffnung dient zum Vertikaltransport von Glocken, Baumaterial und Werkzeugen.

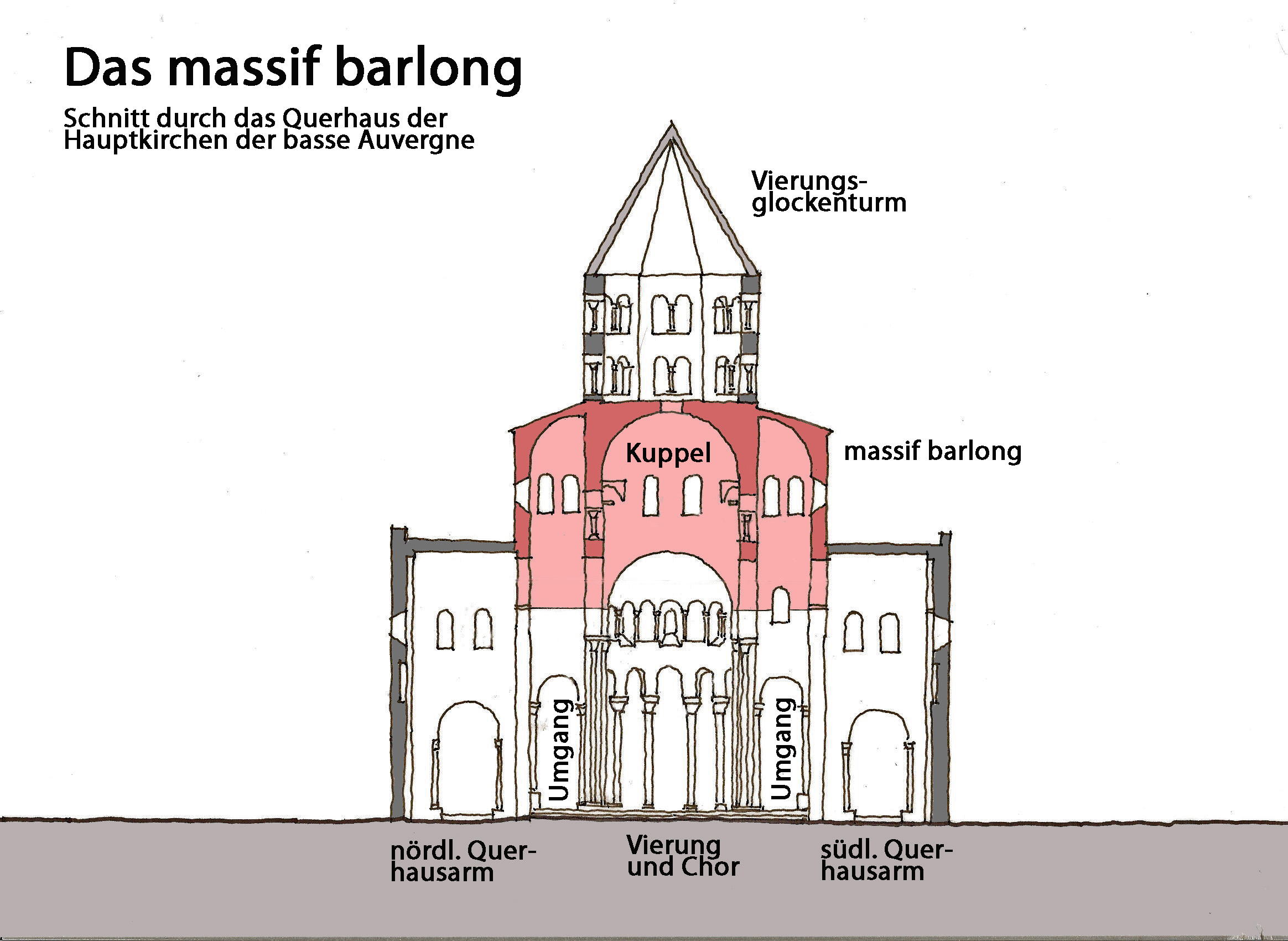
Massif barlong im Schnitt durch Querhaus

Charakteristisch für das auvergnatische massif barlong sind die beiden seitlichen Raumteile, die über der Verlängerung der Seitenschiffe über die ganze Querschiffbreite bis in Höhe der Kuppel hinaufreichen und dort von halben Tonnengewölben überdeckt werden. Diese Raumteile werden von Wänden umschlossen, die auf rundbogigen Arkaden stehen, die sich zur Vierung, zu den Querhausarmen, den Seitenschiffen und Tribünen des Langhauses öffnen. In den Wänden sind die aus der Vierung bereit bekannten Zwillingsarkaden und auf den östlichen, südlichen beziehungsweise nördlichen Seiten rundbogige Einzelfenster mit scharfen Laibungskanten zentriert ausgespart.
Von unten betrachtet, blickt man in ein mächtiges, frei über dem leeren Raum schwebendes „Gehäuse“ des massif barlong, in das über die Fenster Tageslicht einströmt und es wunderbar erhellt.
Die Bögen der Arkaden zu den Querschiffarmen stehen ausnahmsweise auf rechtwinkligen Wandpfeilern, deren Bogenansätze von Kämpferprofilen markiert sind. Die halbrunden Gewölbe der Querschiffarme liegen geringfügig höher als die vorgenannten Arkadenbögen.
In den Ostwänden der Querschiffarme öffnen sich rundbogige Kapellenapsiden, auf dem Grundriss aus einem kurzen Rechteck, an das sich ein Halbkreis anschließt. Die Wände gehen ohne Zäsur in halbe Kuppelkalotten und kurze Tonnenabschnitte über.
Die Kapellen werden durch je ein rundbogiges Fenster erhellt, das zentriert in der Apsis angeordnet ist, dessen Gewände nach innen aufgeweitet sind. Die senkrechten Gewändekanten sind in Rückversätze aufgelöst, in die Säulchen mit Kapitellen, Kämpfern, Basen und Plinthen eingestellt sind.
In den Giebelwänden der Querschiffarme ist oberhalb der halben Wandhöhe je ein rundbogiges Fenster mit nach innen aufgeweiteten Gewänden und Brüstungen ausgespart. In den Ostwänden der Querhausarme sind über den Kapellen ebensolche Fenster in derselben Höhenlage eingelassen. Ein weiteres ähnliches Fenster gibt es über der Arkadenöffnung zum nördlichen Chorumgang, das aber auf der nördlichen Seite fehlt.
Im südlichen Querhausarm findet sich auf der Westseite eine Tür zur Spindeltreppe, die die oberen Räumlichkeiten erschließt. Eine zweite Tür in dieser Wand öffnete sich einmal zu den dort angebauten Konventsgebäuden.

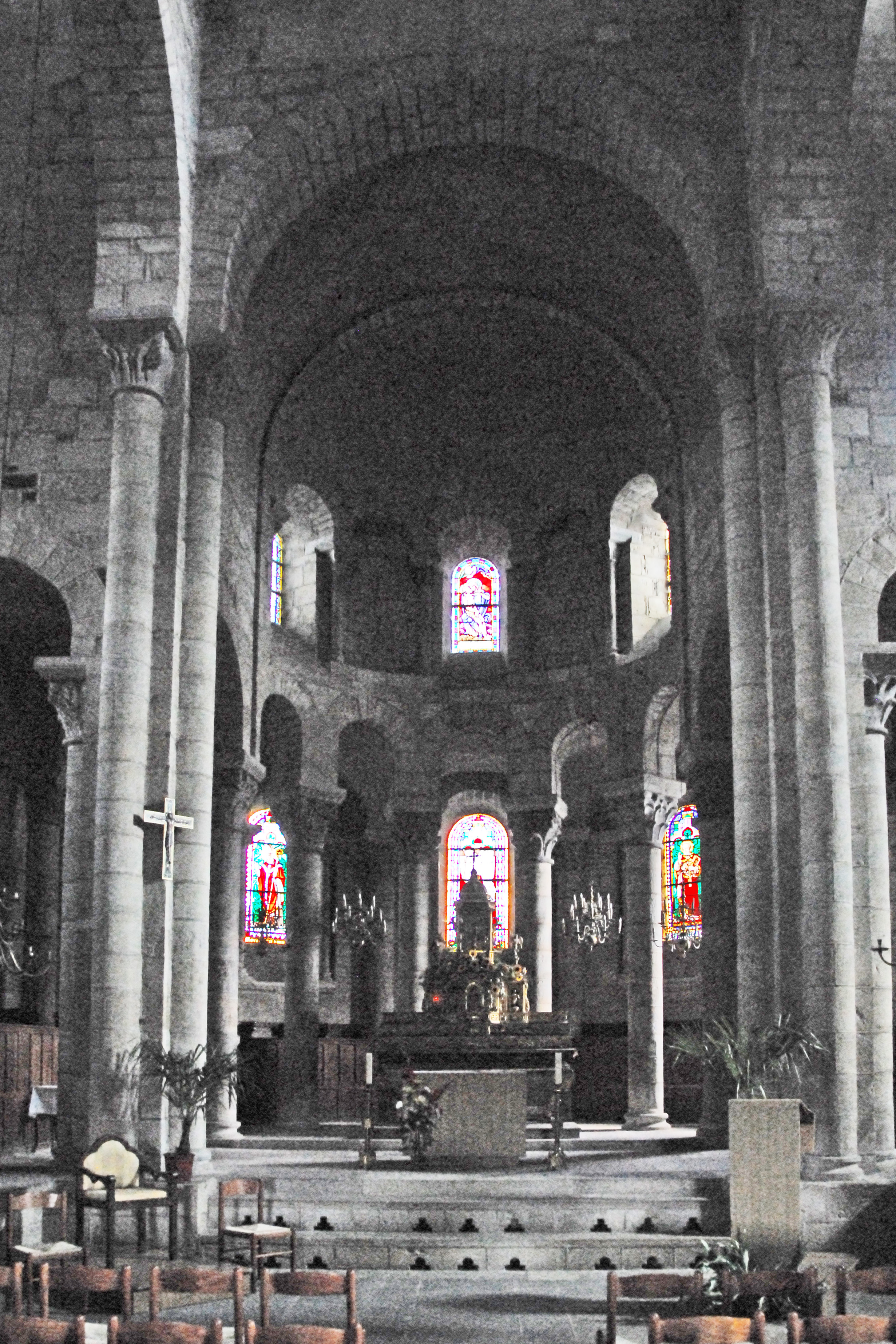
Chor aus Vierung

#### Chorhaupt mit Chorumgang
Das Chorhaupt öffnet sich aus dem Querhaus mit der großen Vierungsarkade, auch Triumphbogen genannt, flankiert von zwei deutlich niedrigeren Arkaden, die den jochteilenden Arkaden in den Seitenschiffen entsprechen. Der Fußboden des Chorhauptes liegt um vier Stufen höher als der des Quer- und Langhauses.
Der Chorraum steht auf einem Grundriss in Form eines quer gestreckten Rechtecks, dem Chorjoch, an das sich fast ein Halbkreis, die Apsis, anschließt. Der Mittelpunkt der Apsisrundung liegt hier nicht auf der langen Seite des Rechtecks, die gleichzeitig die Bogensehne der Apsis ist, sondern liegt knapp einen Meter in Richtung Vierung verschoben. Der Chor ist in zwei Geschosse unterteilt, das untere umschließt eine Arkadengalerie, das obere eine Wandzone, die im Chorjoch gänzlich geschlossen ist, in der Apsis drei Fenster in einer fünfbogigen Blendarkatur aufweist.
Das Chorgewölbe setzt sich aus einem Tonnengewölbe und einer halben Kuppelkalotte zusammen. Chorjoch und Apsis werden untereinander von einem Oberflächenversatz der Wände und Gewölbe getrennt. Die Apsis ist um wenige Zentimeter niedriger und schmaler als das Chorjoch. Die Jochwände gehen ohne Zäsur in das Gewölbe über.

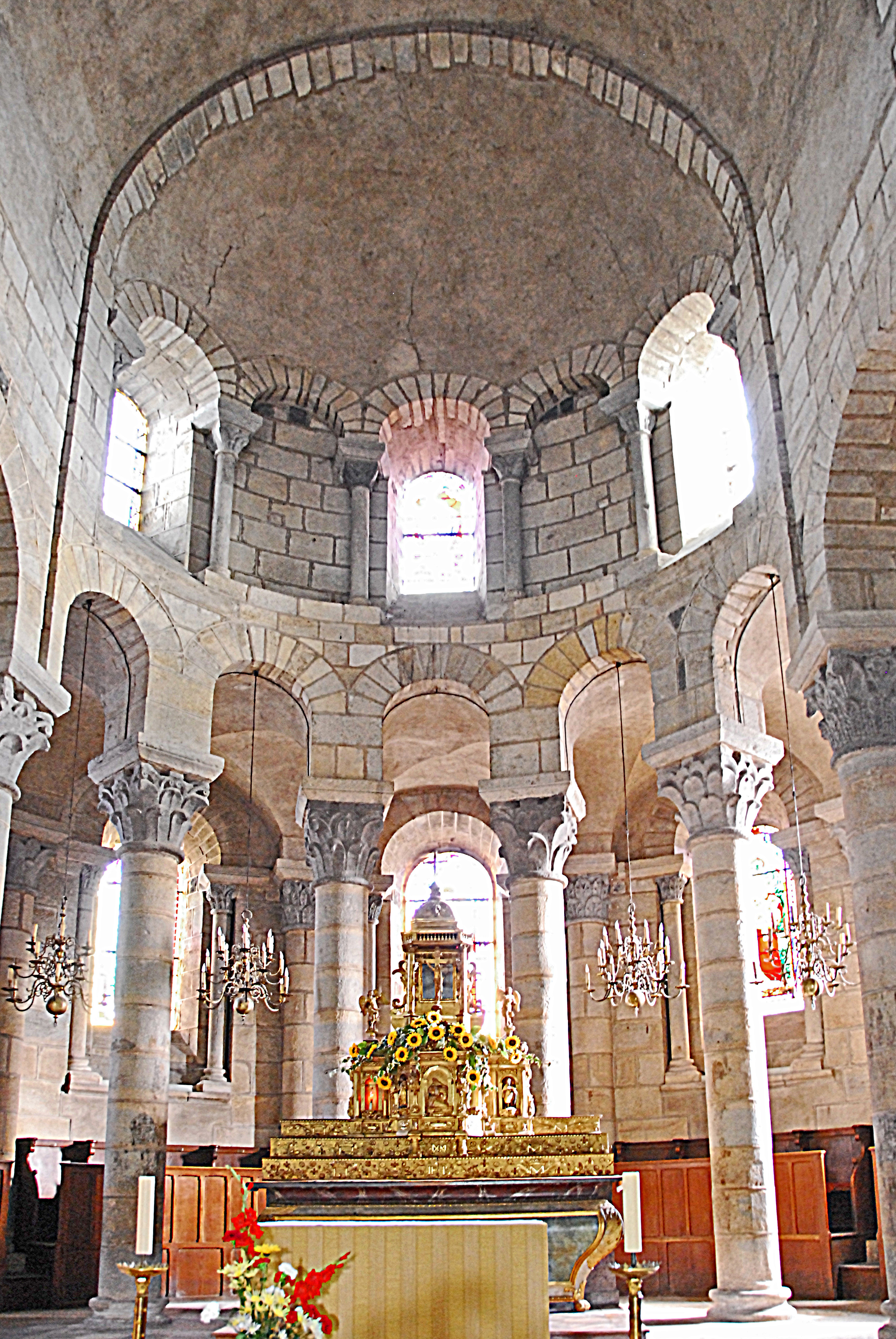
Chorapsis

Die Arkadengalerie besteht aus zwei breiten rundbogigen Arkaden unter den geraden Wandabschnitten des Chorjochs und fünf schlanken rundbogigen Arkaden unter den gerundeten Apsiswänden. Durch entsprechende Stelzung der schlanken Arkadenbögen kommen alle sieben auf die gleiche Scheitelhöhe. Jeweils zwei Keilsteinbögen stehen gemeinsam auf einer schlanken Säule, die mit grob strukturierten Blattkapitellen, profilierten Kämpfern und Basen ausgerüstet ist. Die nahezu quadratischen Kämpferplatten sind radial auf den Mittelpunkt der Apsisrundung ausgerichtet. Die Bögen der beiden großen Arkaden stehen auf den chorseitigen Diensten der Vierungspfeiler. Das Mauerwerk über der Apsisgalerie schließt im Bereich der Fenster eine Mauerschicht über den äußeren Scheiteln der Keilsteinbögen ab, die gleichzeitig die Unterkante der steil abgeschrägten Fensterbrüstungen bildet. Zwischen den Fenstern sind es zwei Mauerschichten, über denen die Wandabschnitte deutlich zurücktreten um die Hintergründe der Blendarkatur zu bilden.
Deren Keilsteinbögen sind oberflächenbündig mit dem Mauerwerk unter der Blendarkatur, von denen jeweils zwei gemeinsam auf einem Säulchen stehen. Sie sind mit skulptierten Kapitellen, weit ausladenden profilierten Kämpfern und profilierten Basen ausgestattet. Die Fensterlaibungen gehen oben in die Keilsteinbögen über, an den Seiten schließen sie mit den Kämpferplatten der Säulchen ab. Unmittelbar auf den Keilsteinbögen beginnt die Wölbung der Kalotte.

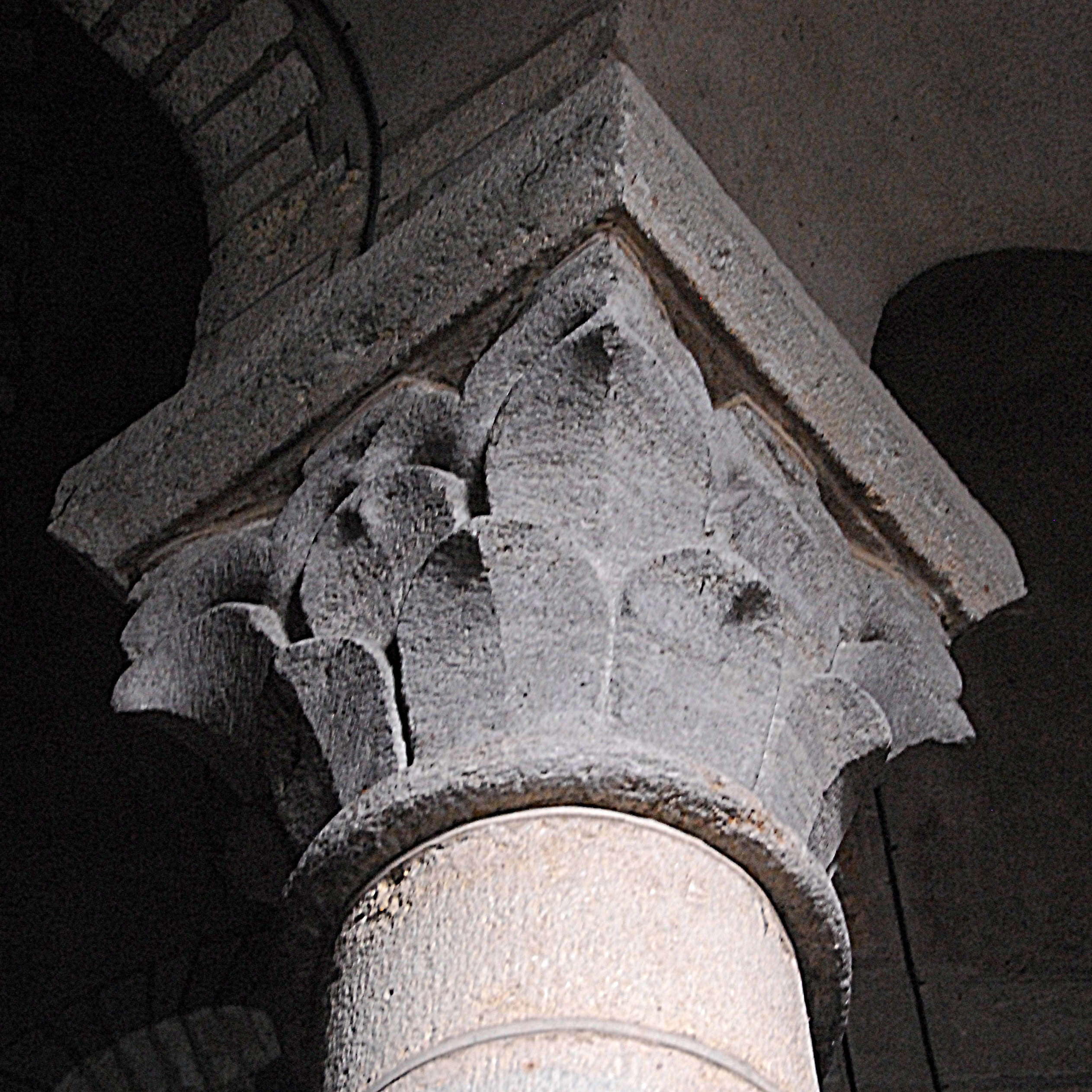
Blattkapitell Chorapsis

Der Umgangschor verzichtet auf einen Kapellenkranz. Er beginnt an den beiden Eingangsarkaden mit geraden Abschnitten, die in Form eines Kreisringabschnitts (kein ganzer Halbkreis) weitergeführt werden. Die im Grundriss gerundete Außenwand wird in radialer Anordnung, den Säulen der Chorapsis gegenüber, mit halbrunden alten Diensten in fünf Abschnitte unterteilt, die ähnlich denen der Chorsäulen ausgestattet und gleich hoch angeordnet sind. Der ganze Umgang wird von einem Netz eines Kreuzgratgewölbes überdeckt, dessen innere Zwickel in die Laibungen der Arkadenbögen der Chorapsis übergehen. Die Grate steigen an den Ecken der Kämpfer gestelzt auf und überqueren diagonal mit elegantem Schwung die Gewölbefelder.

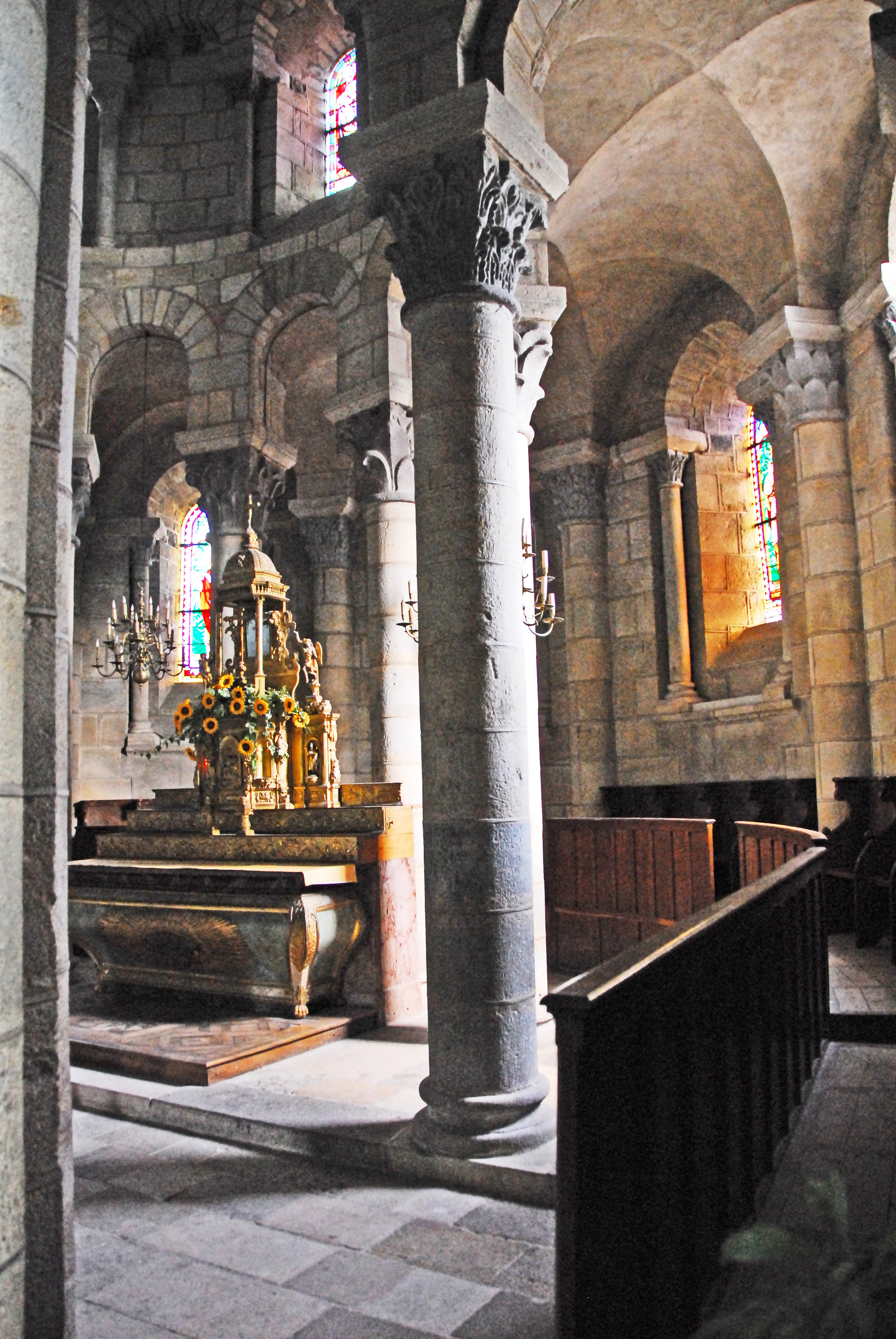
Südlicher Chorumgang

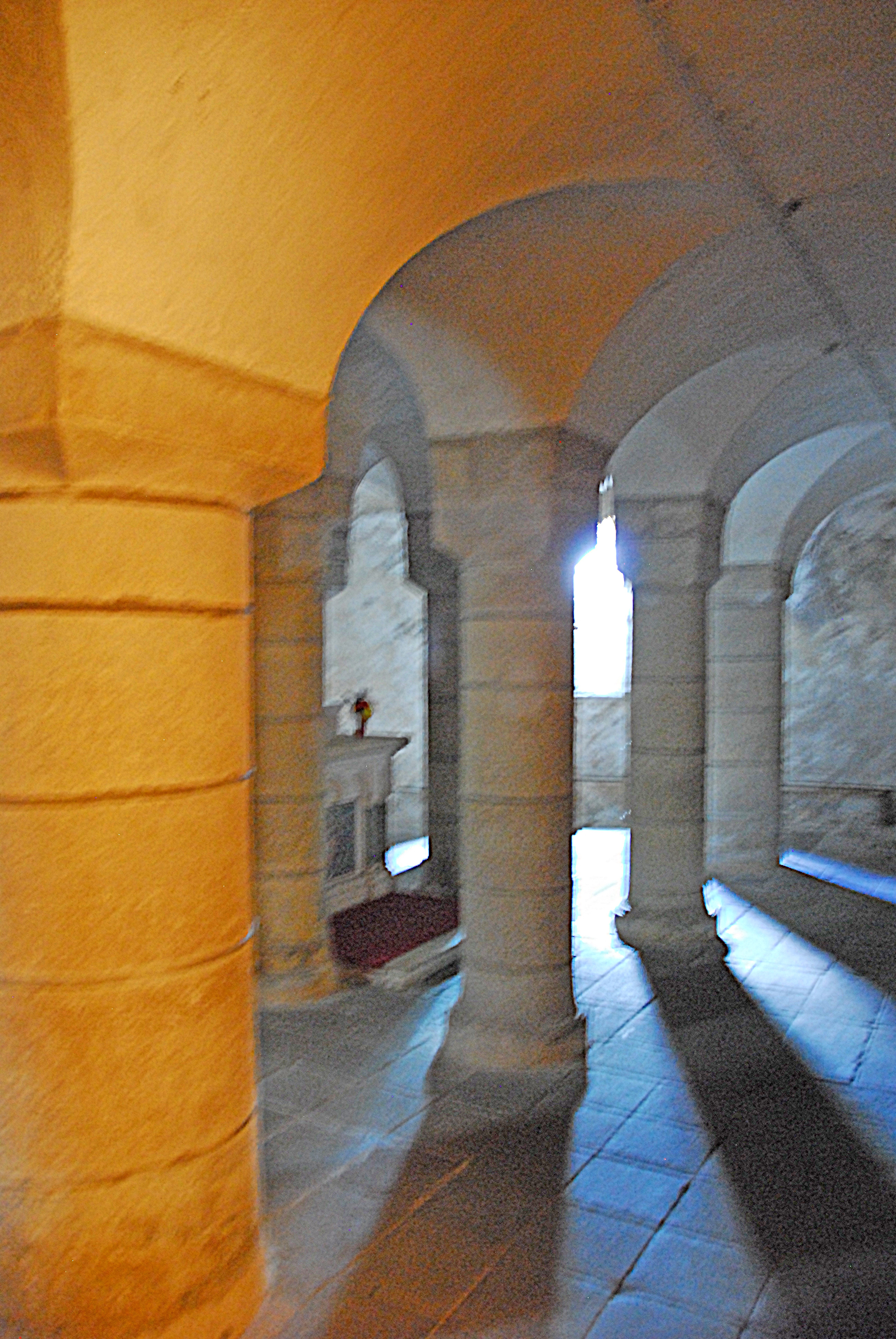
Krypta

Kurz unter den äußeren Gewölbezwickeln sind in den Zwischenräumen der Dienste rundbogige Fenster ausgespart, deren Gewände leicht nach innen aufgeweitet sind und deren Brüstungen steil abgeschrägt sind. Die seitlichen Gewändekanten sind in Wandrücksprüngen aufgelöst, die sich unterhalb der Kante der Brüstungsabschrägung waagerecht fortsetzen. In diese Rücksprünge sind Säulchen eingestellt, die die inneren Keilsteinbögen der Fenster tragen. Sie sind mit skulptierten Kapitellen, profilierten Kämpferplatten und Basen mit Plinthen ausgestattet.

#### Krypta

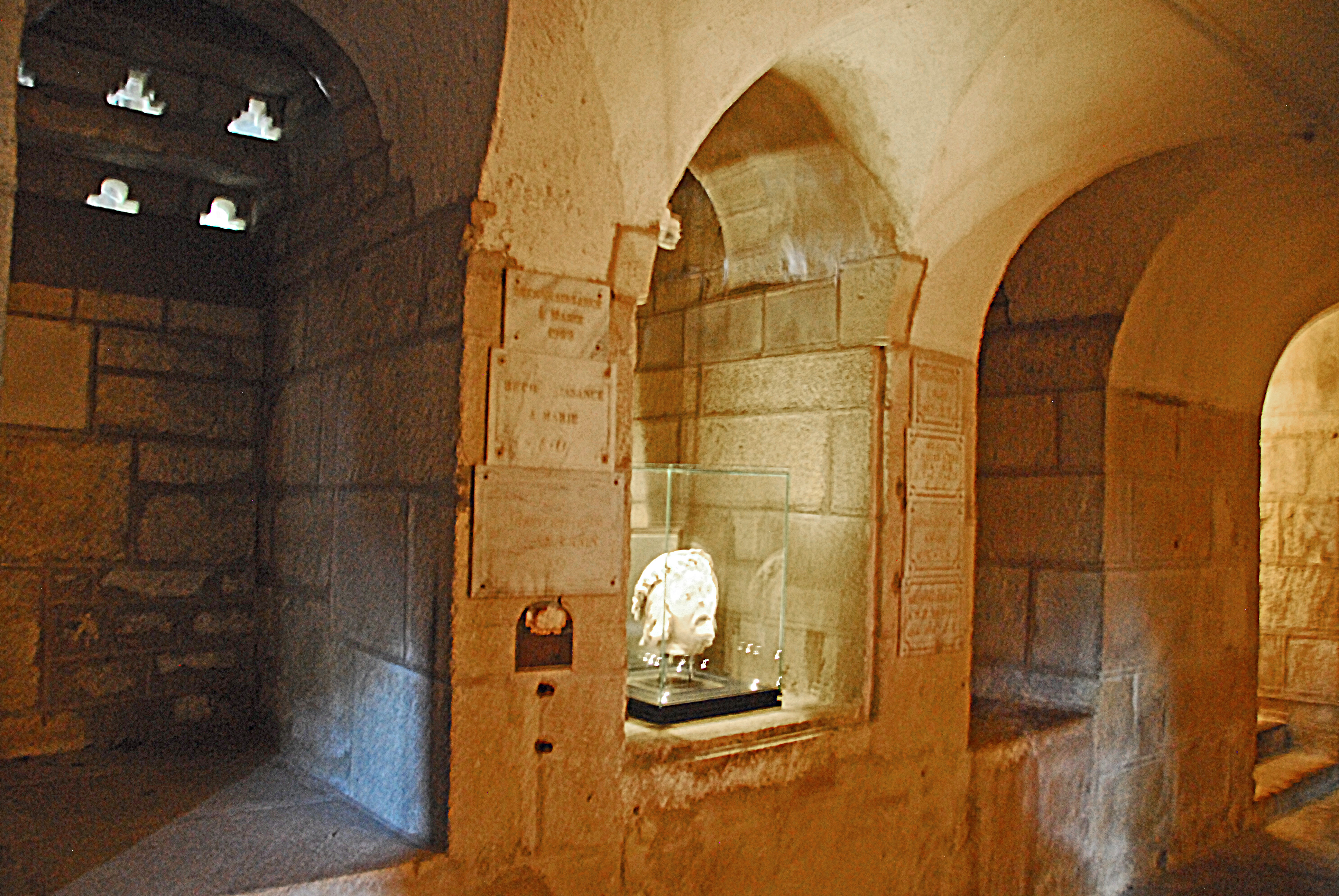
Martyrion

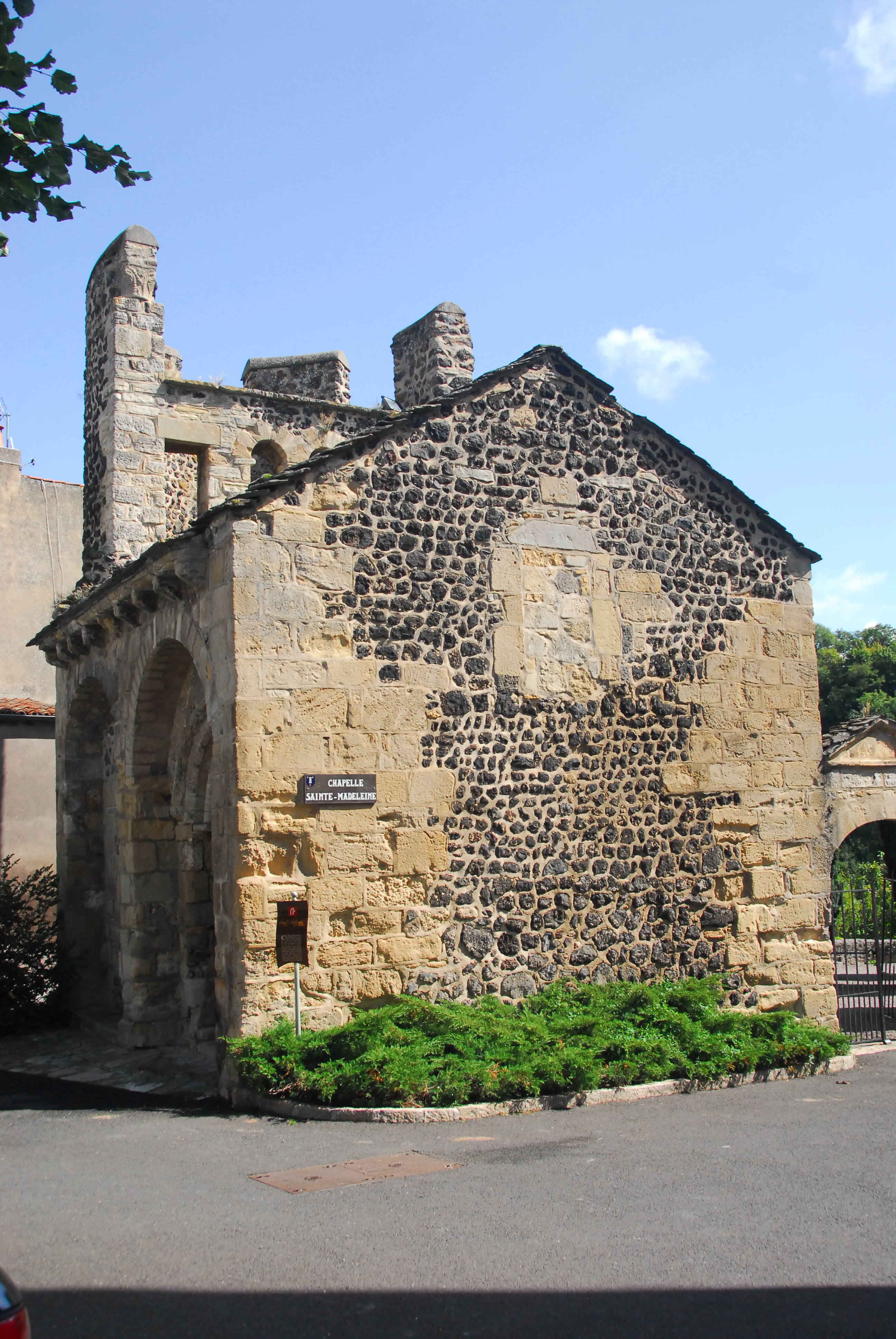
Chapelle St-Madeleine von SW

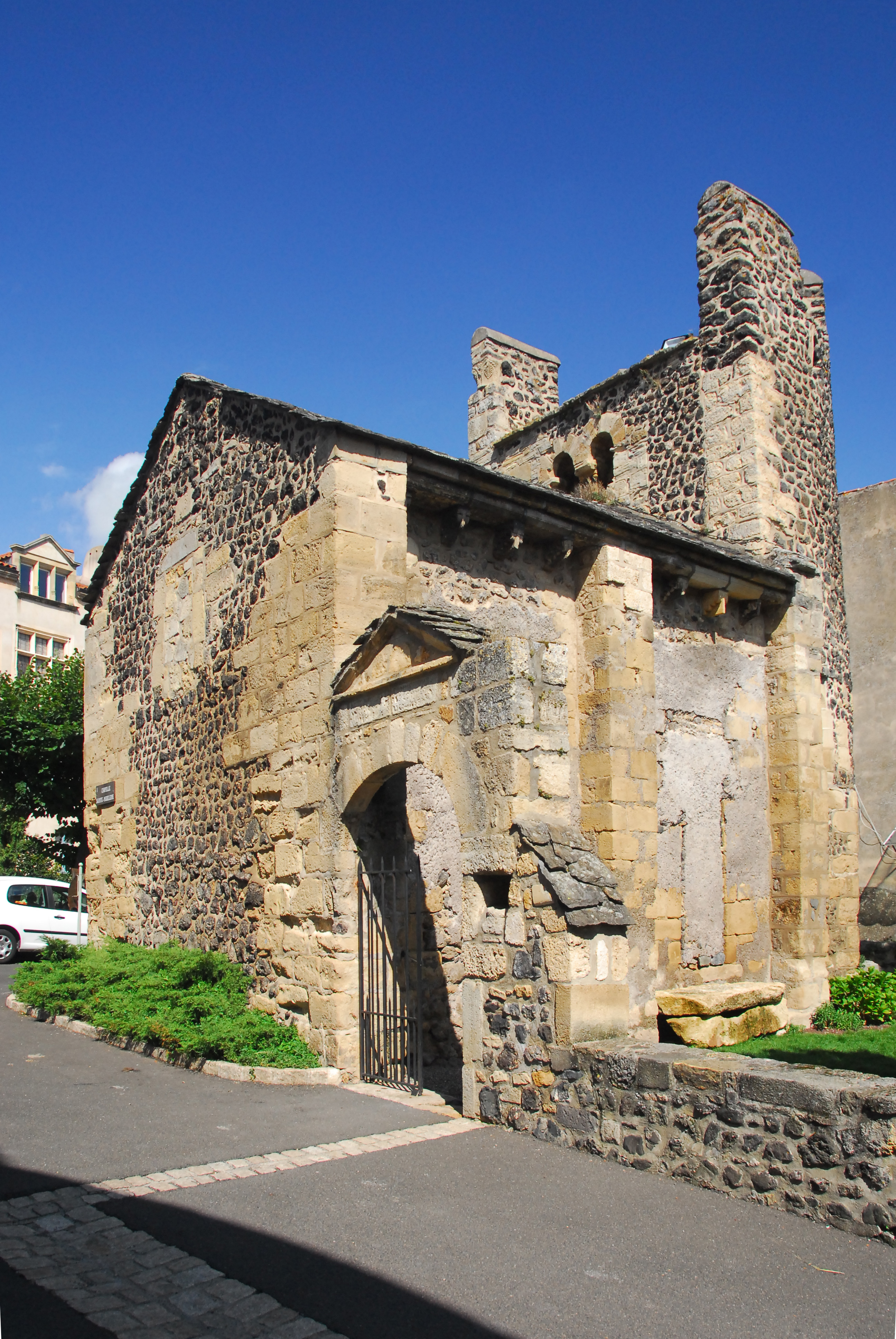
Chapelle St-Madeleine von SW

Die Krypta besitzt in etwa den gleichen Grundriss wie das darüber befindliche Chorhaupt. Die Säulenstellung wurde unter der Chorapsis mit vier zusätzlichen Säulen ergänzt, zur Übernahme von schweren Lasten der Decke unter dem Sanktuarium. Die im Verhältnis kleine Raumhöhe lässt die Säulen gedrungen wirken. Sie sind mit massiven Kämpferplatten und teilweise mit scheibenförmigen Basen ausgerüstet. Von den Kanten der Kämpfer steigen die Grate eines Netzes von Kreuzgratgewölben auf. Auf der Westseite gibt es drei tiefe Nischen, das so genannte Martyrion. Sie dienten zur Aufbewahrung von Reliquien und deren Behältnissen und waren sicher einmal mit Eisengittertüren verschlossen. Im oberen Bereich der Nischen sieht man unter die Stufen, die zum Altarraum hochführen. In ihren Setzstufen sind einige dekorativ geformte Löcher ausgespart, durch die die Gläubigen bei verschlossener Krypta zur Verehrung der Ausstellungsstücke, die durch Kerzenlicht erhellt wurden, Sichtkontakt aufnehmen konnten. Die Öffnungen werden auch fenestella genannt. Beidseitig der Nischen führen Treppen hinauf in das Querhaus.
Auf dem Altar ist eine Pietà ausgestellt mit dem Jünger Johannes und Maria Magdalena. In einer der oben genannten Nischen birgt ein Glasbehältnis das Haupt Christi mit einer Dornenkrone aus dem 15. Jahrhundert.

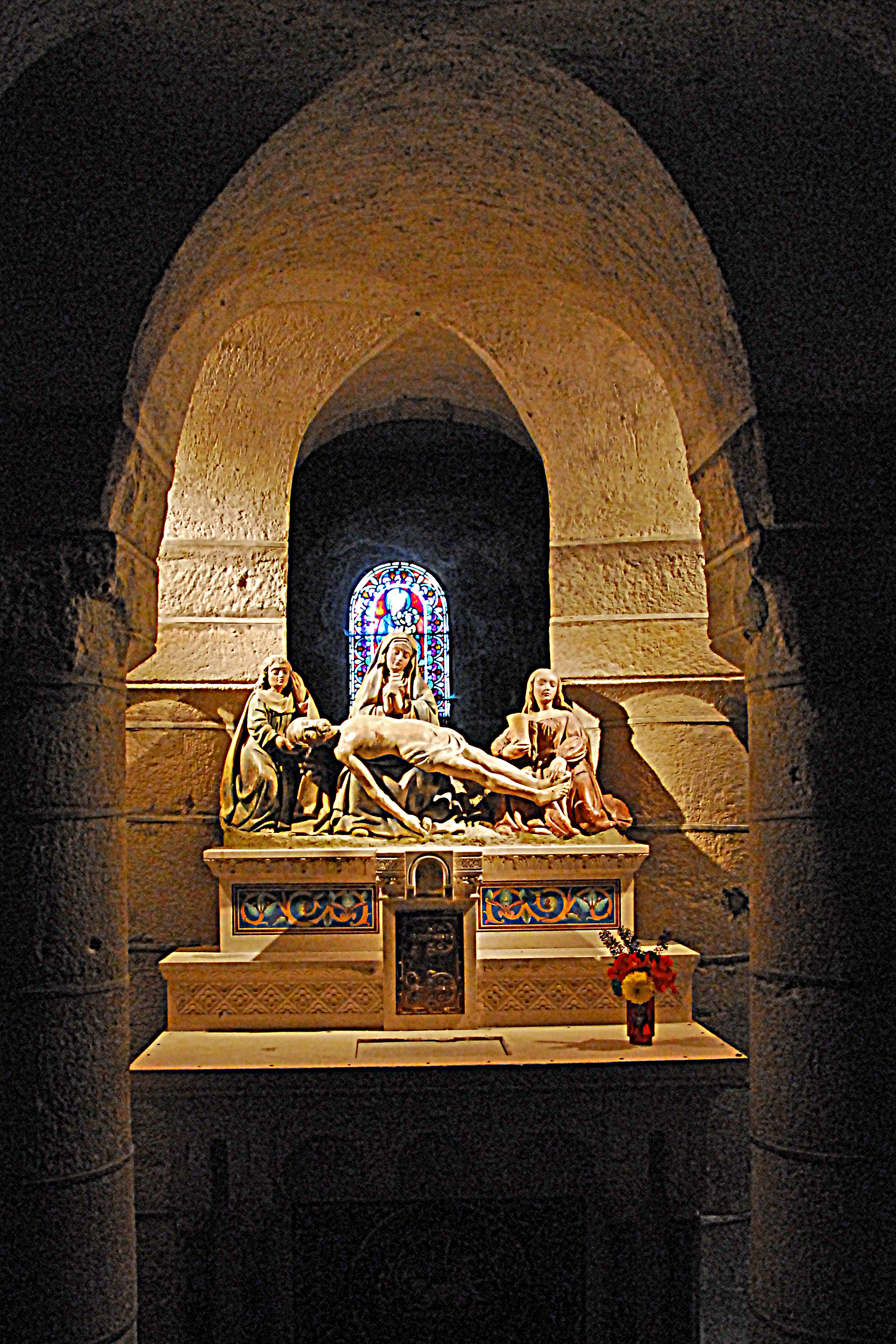
Krypta, Altar m. Pieta
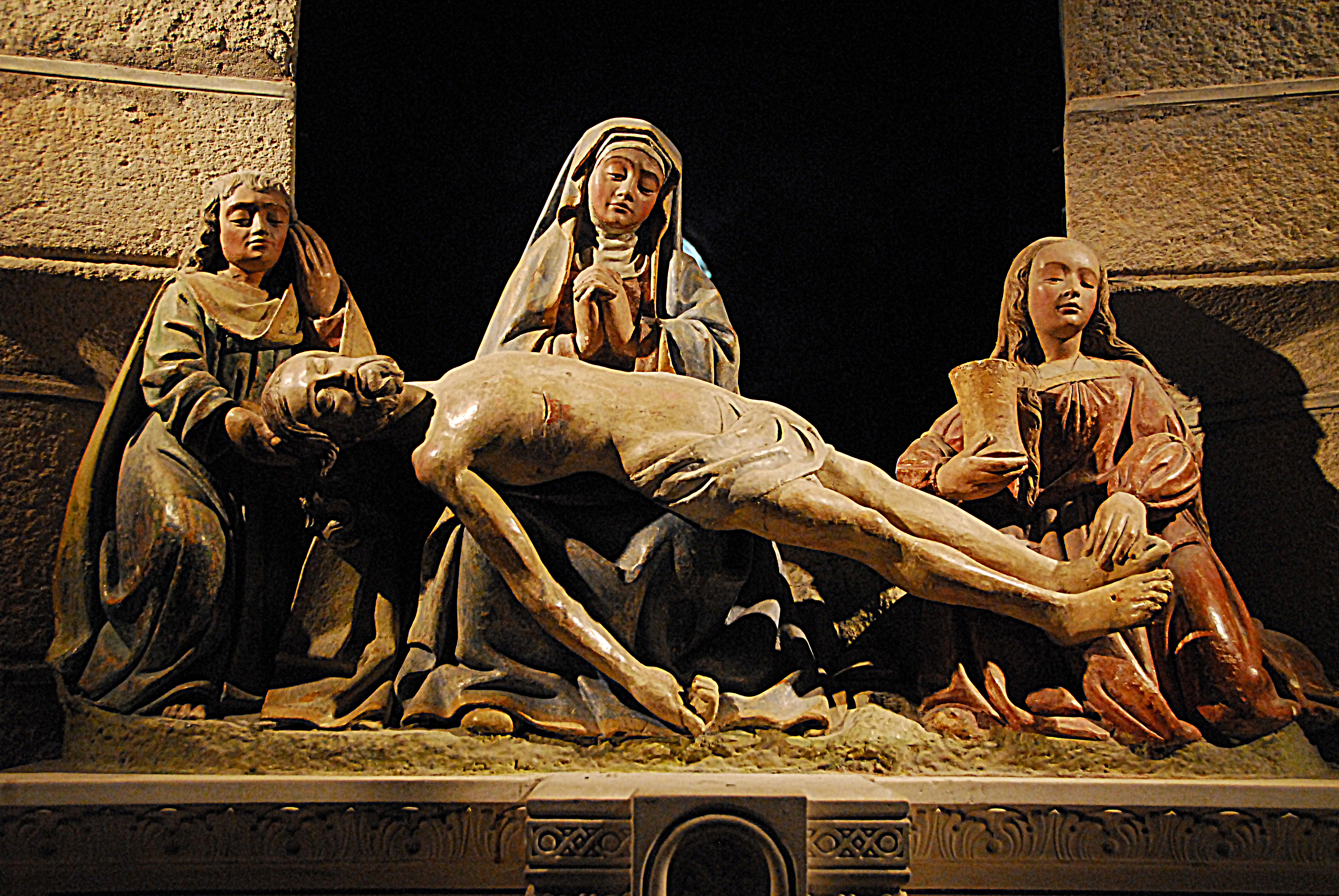
Pieta
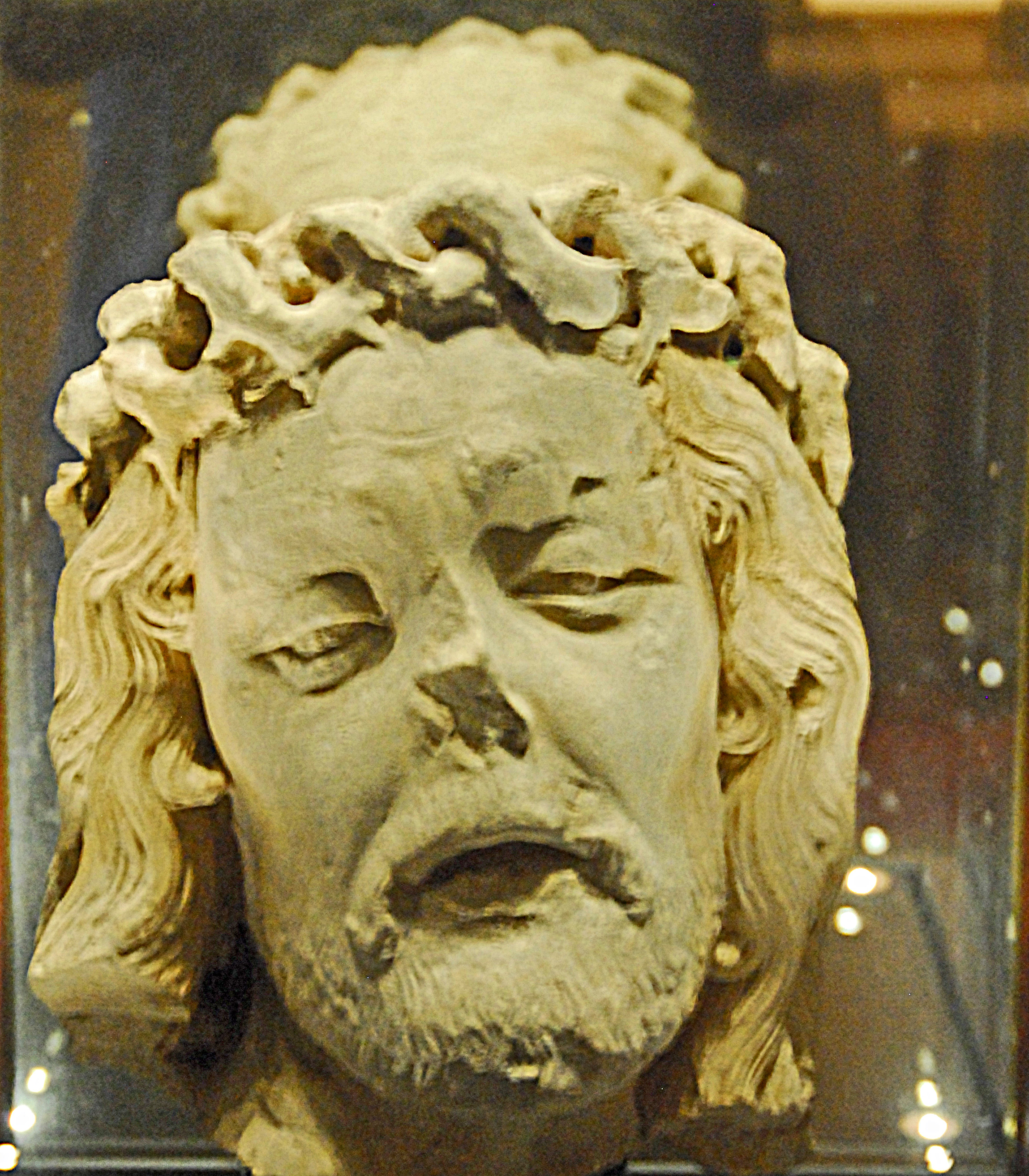
Krypta, Haupt Christi
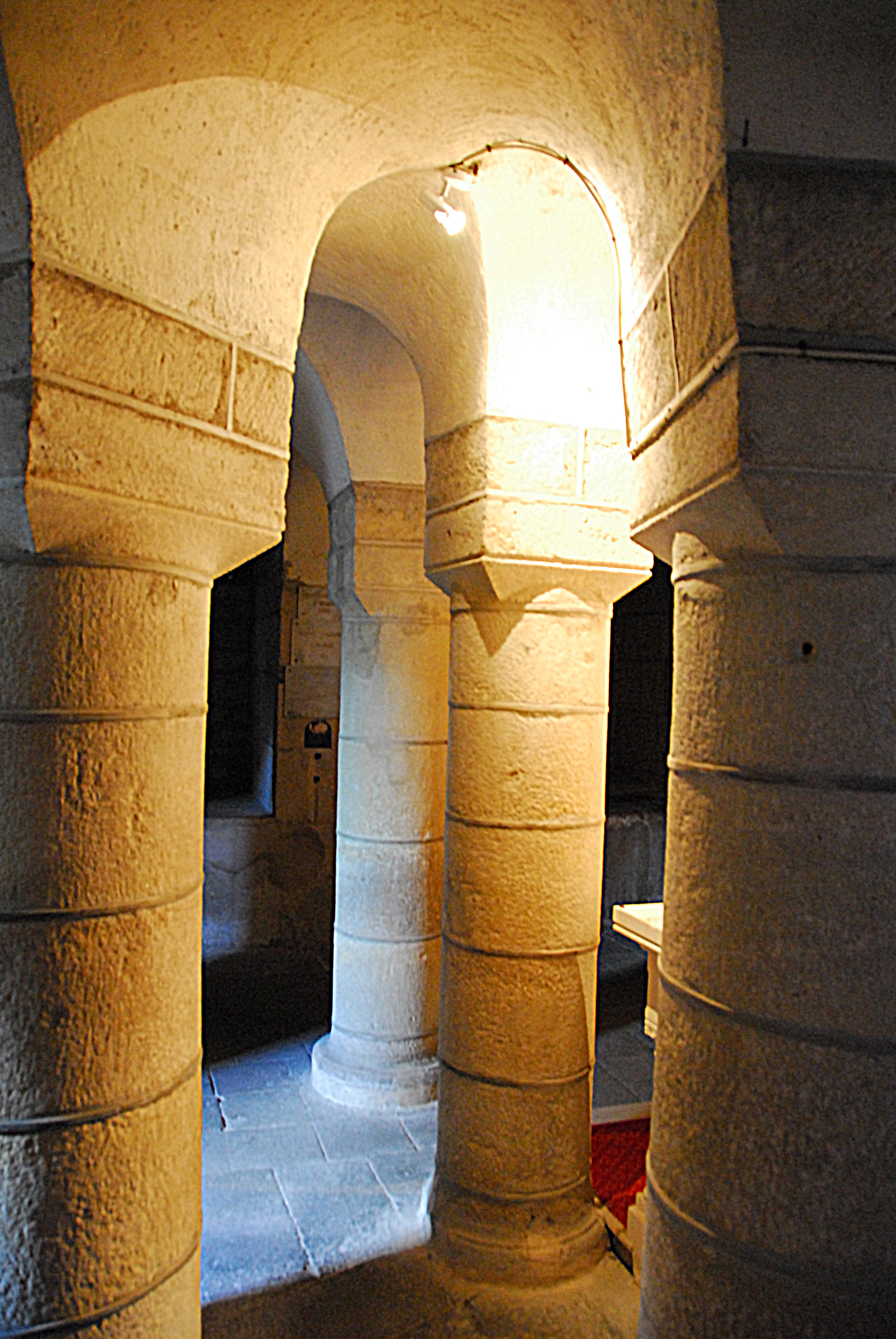
Kryptasäulen

## Chapelle Ste-Madeleine
Die kleine romanische Kapelle Ste-Madeleine liegt am nördlichen Ende des ehemaligen Friedhofs, der sich heute als Garten um das Chorhaupt der Kirche erstreckt. Er erhebt sich über der Kante eines nach Osten abfallenden Steilhangs und einer ehemaligen Befestigungsmauer. Das Zugangstor zum Garten neben der Südecke der Kapelle trägt auf seinem Sturz eine Inschrift, die frei übersetzt lautet: „Wir waren wie ihr. Eines Tages werdet ihr sein wie wir. Denkt daran. 1668“
Äußere Erscheinung
Die Kapelle ist statt nach Osten nach Nordosten orientiert. Sie soll älter sein als die Kirche. Mit einer Länge um etwa neun Meter ist sie relativ klein. Trotzdem werden bei ihr Elemente der Monumentalarchitektur verwendet. Ähnlich der Gestaltung der Längsseiten der Kirche gliedern zwei große Blendarkaden die Nordwestseite der Kapelle, die von drei Wandpfeilern getrennt und außenseitig flankiert werden und deren Bogenansätze von Kämpferprofilen markiert sind. Auf der zum Friedhof weisenden Südostseite werden zwei rechteckige Wandabschnitte durch Wandpfeiler getrennt und flankiert. Das rechteckige Schiff wird von einem etwa dreißig Grad geneigten Satteldach überdacht, das mit grauen Schieferschindeln gedeckt ist, die an den Ortgängen und Traufen leicht auskragen. Die Traufen bestehen ähnlich derjenigen der Kirche aus Gesimsplatten mit profilierten Sichtkanten, die von Hobelspankragsteinen getragen werden. Auf der südwestlichen Giebelwand ist eine ehemalige rechteckige Fensteröffnung in der oberen Wandhälfte zugemauert worden. Das Eingangsportal in der westlichen Blendarkade auf der Nordwestseite war ursprünglich von Säulen flankiert, von denen nur die verwitterten Basen und Kämpferplatten erhalten sind. Es besitzt kein Tympanon, wird aber von Archivolten mit Rundstäben mit Palmetten dekoriert. Die Eingangstreppe ist dreistufig. Auf der Südostseite war im östlichen Wandabschnitt eine schmale Schlupftür eingelassen, als unmittelbare Verbindung zum Friedhof. Vor der heute zugemauerten Tür liegen noch Steinblöcke, die als Treppe gedient haben.
Die im Grundriss halbkreisförmige Chorapsis ist vermutlich im 14. Jahrhundert als Wehrturm der Befestigungsanlagen des Dorfes verwendet worden, was dazu geführt hat, dass das Glockentürmchen mit seinen Zwillingsarkadenöffnungen im Wesentlichen intakt erhalten ist. Wegen der damals erfolgten Turmaufstockung, bekrönt von fünf großen Zinnen auf der gerundeten Seite, wurde der obere Teil des Chors abgetragen, so auch die Kapitelle von zwei Stützsäulen. Eines der Kapitelle wurde in der nordwestlichen Zinne des Wehrturms wiederverwendet.
Die Außenwände der Kapelle und ihres Apsisturmes sind im Wesentlichen aus schwarzen Basaltbruchsteinen in unregelmäßigen Verband gemauert. Bauteil- und Öffnungskanten, Wandpfeiler, Keilsteinbögen, Türdekorationen und das Traufgesims bestehen aus zum Teil stark verwitterten Werksteinen aus heller Arkose.
Inneres
Der Innenraum besteht aus einem schlichten rechteckigen Schiff, das von einem Tonnengewölbe überdeckt ist. Dem Chor geht ein winziges Joch voran, dessen Gurtbögen auf halbrunden Diensten mit stark beschädigten Kapitellen stehen. Im Scheitel der Apsis ist ein kleines rundbogiges Fenster ausgespart, das von einer Blendarkade eingerahmt ist. Sie wird von einer Halbkuppelkalotte überdeckt.

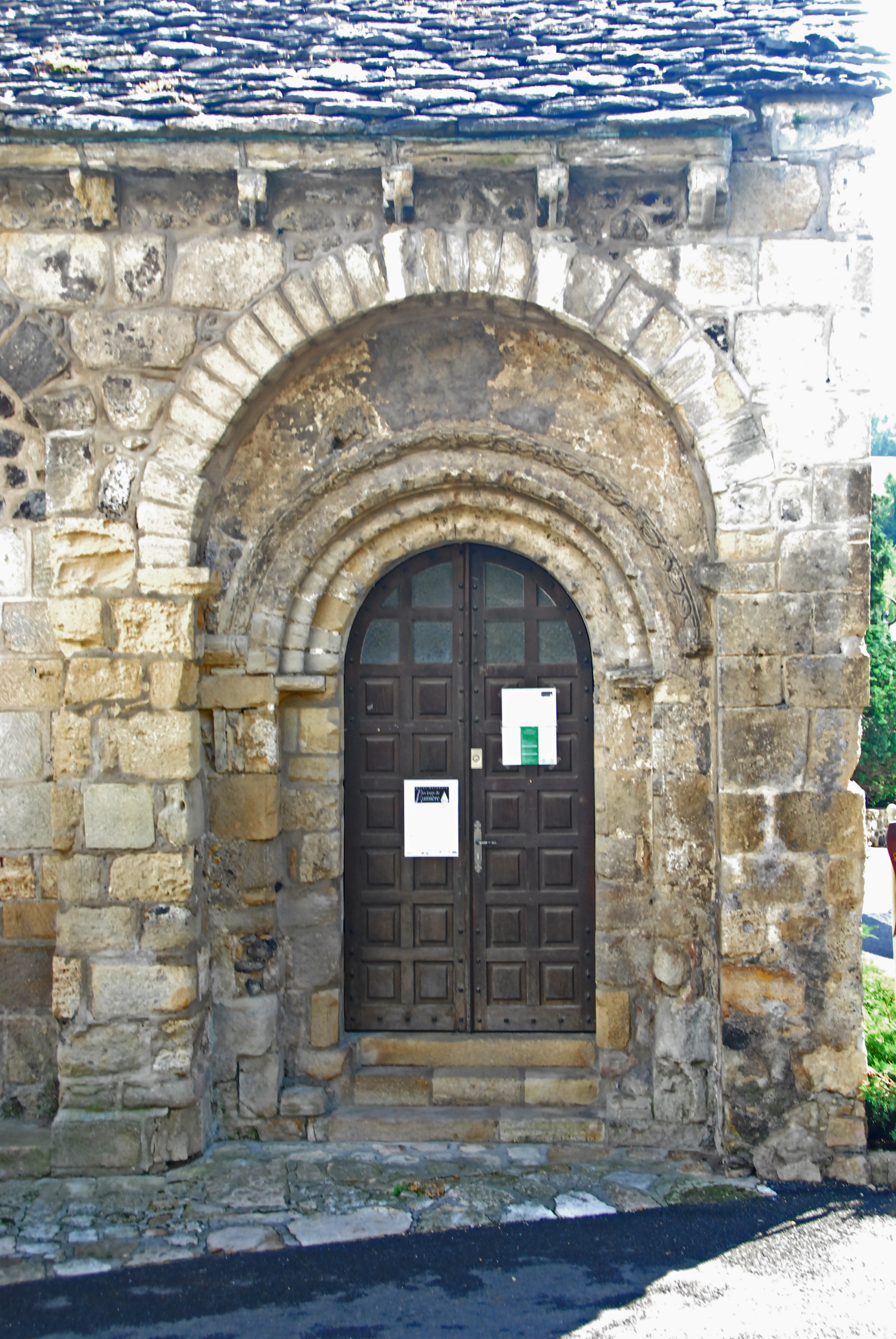
Chapelle St-Madeleine, Portal